# Имперские военно-воздушные силы Германии
Имперские военно-воздушные силы Германии (нем. Deutsche Luftstreitkräfte — Немецкие воздушные силы борьбы), Германский воздушный флот — военно-воздушные силы Германской империи в период с 1910 года до 1 октября 1919 года.
В состав германских воздушных сил входили:
- органы управления;
- военная (нем. Fliegertruppe) и морская авиации[3];
- воздухоплавательные части (нем. Luftschiffertruppe);
- метеорологическая служба (нем. Wetterdienst);
- войска противовоздушной обороны или ВПВО (нем. Flugabwehrartillerie).

Согласно Версальскому мирному договору данные силы подлежали расформированию: «Военные силы Германии не должны заключать в себе никакой военной или морской авиации».

## История формирования и организация германских воздухоплавательных частей
В 1884 году был основан Испытательный воздухоплавательный отряд, переформированный в 1901 году в Воздухоплавательный батальон. Он был оснащён сферическими привязными аэростатами (впоследствии заменены змейковыми аэростатами конструкции Парсеваля-Зигесфельда с мягкой оболочкой объёмом 600 м³.). С привязного аэростата наблюдатель мог следить за изменениями в расположении как своих, так и неприятельских военных частей, а также производить перспективную и панорамную фотографическую съёмку; прямая непрерывная связь с землёй обеспечивалась телефоном. В 1914 году были созданы 2-й и 3-й воздухоплавательные батальоны, а в 1913 году были сформированы ещё два — 4-й и 5-й. В дальнейшем в 1-м воздухоплавательном батальоне и в Баварском батальоне производилось обучение личного состава технике полётов на привязных аэростатах.
Быстрое и многообещающее развитие авиации воздухоплавания на управляемых аэростатах в последние годы перед войной оттеснило привязной аэростат на задний план; его совершенствование остановилось, и часто он рассматривался как пережиток.
В апреле 1898 года во Фридрихсхафене была основана компания для постройки и эксплуатации воздушных кораблей — «Акционерное общество развития управляемого воздухоплавания». Здесь графом Фердинандом фон Цеппелином был создан не имевший аналогов в мировом дирижаблестроении воздушный корабль, получивший название LZ 1. Он стал первым германским дирижаблем. Однако потребовалось достаточно много усилий и средств, чтобы довести дирижабли до совершенства; многие из них потерпели крушение по разным причинам. Контора Цеппелина была на грани банкротства, на новые дирижабли деньги собирались с помощью лотерей и частных пожертвований, которые в 1908 году позволили Цеппелину успешно основать собственную фирму.
Первым среди дочерних предприятий Цеппелина стало общество пассажирских воздушных перевозок ДЕЛАГ (нем. Deutsche Luftschiffahrts Aktien Gesellschaft), основанное в 1909 году для организации пассажирских перевозок дирижаблями. Руководил этой фирмой доктор Хуго Эккенер — известная личность в послевоенном воздухоплавании. ДЕЛАГ получила в период с 1910 по 1914 год 7 дирижаблей в транспортно-пассажирском варианте, из которых аппараты, названные «Дойчланд», «Швабен», «Виктория-Луиза» и «Ганза», выполнили большую часть работы. Многие из гражданских дирижаблей с началом военных действий были мобилизованы в качестве тренировочных кораблей.
Помимо Цеппелина разработкой дирижаблей занимались также инженеры Август фон Парсеваль и доктор Иоганн Шютте.
С 1906 года в Воздухоплавательном батальоне начали проводиться опыты с дирижаблями. К этому моменту Цеппелин сумел построить усовершенствованный дирижабль, который заинтересовал военных. Уже первые полёты его дирижаблей убедительно показали перспективность их использования в военном деле. В 1914 году с целью усиления воздухоплавательных частей были образованы 2-й и 3-й батальоны, а в 1913 году сформированы ещё два — 4-й и 5-й. В дальнейшем в 1-м и Баварском батальонах были созданы школы по подготовке военных специалистов воздухоплавательного дела. С 1913 года воздухоплавательные части подчинялись особой инспекции в составе военной инспекции воздушных и автомобильных сообщений при Главной инспекции военных сообщений германской армии. В военных целях применялись поначалу полужёсткие, а затем мягкие дирижабли «Парсеваль», а также дирижабли «Цеппелин» жёсткого типа; в 1913 году был принят на вооружение жёсткий дирижабль «Шютте-Ланц».
Сравнительные испытания этих воздухоплавательных аппаратов в 1914 году показали превосходство дирижаблей жёсткого типа. Последние при длине 150 м и объёме оболочки 22 000 м³ поднимали до 8000 кг полезного груза, имея максимальную высоту подъёма 2200 м. При трёх моторах мощностью 210 л. с. каждый они достигали скорости 21 м/с. В полезную нагрузку входили 10-килограммовые бомбы и 15-сантиметровые и 21-сантиметровые гранаты (общим весом 500 кг), а также радиотелеграфное оборудование.
В январе 1914 года Германия по общему объёму (244 000 м³) и по боевым качествам своих дирижаблей обладала самым мощным воздухоплавательным флотом в мире. К началу войны к ведению боевых операций на суше были готовы 8 жёстких дирижаблей:
1. на западном фронте:
  - «Цеппелин Z-6» — в Кёльне;
  - «Цеппелин Z-7» — в Бадене;
  - «Цеппелин Z-8» — в Трире;
  - «Цеппелин Z-9» — в Дюссельдорфе;
  - «Цеппелин Z-Саксония» — во Франкфурте-на-Майне.
2. на восточном фронте:
  - «Цеппелин Z-4» — в Кенигсберге;
  - «Цеппелин Z-5» — в Познани;
  - «Шютте-Ланц SL-2» — в Лигнице.

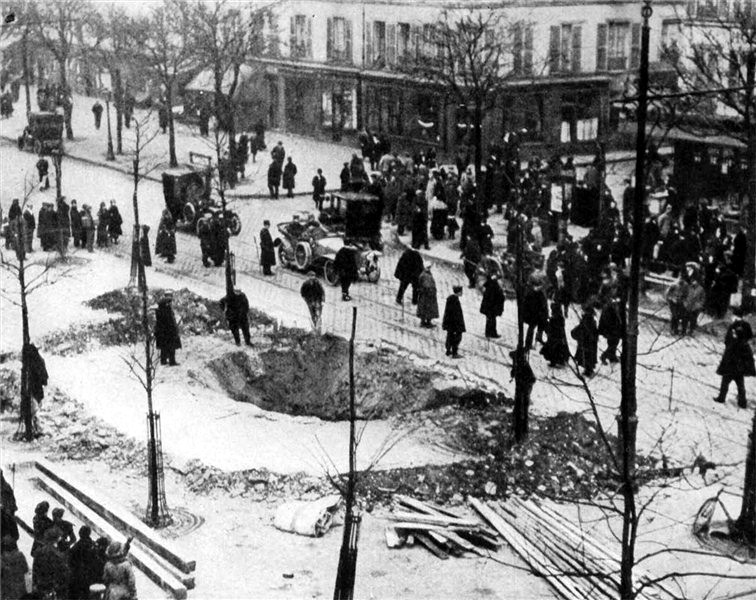
Воронка после бомбардировки Парижа с Цеппелина, 1917 год

Кроме цеппелинов использовались один дирижабль SL-2 (эллинг в Лигнице) и три нежёстких «Парсеваля» (PL-2, PL-3, PL-4). Вдоль западной границы была построена система воздухоплавательных баз и аэродромов. Кроме них, имелся ряд военных и частных эллингов для дирижаблей жёсткого типа в Меце, Дрездене, Алленштейне, Готе, Иоганнистале и Лейпциге. Строились эллинги близ Дюссельдорфа, Бонна, Дармштадта, Мангейма, Фридрихсхафена, Ганновера, Шнейдемюля и Ютербога. Некоторые из них имели собственные газодобывающие заводы.
Германское морское воздухоплавание вступило в войну, имея в составе лишь один L-3, также был мобилизован гражданский цеппелин «Виктория-Луиза», один полужёсткий дирижабль системы Гросс-Базенах M-IV и два мягких «Парсеваля», предназначенных для учёбы и тренировок экипажей.
Военные дирижабли находились в непосредственном подчинении у главного командования; иногда они придавались фронтам или армиям. В начале войны дирижабли выполняли боевые задания под руководством командируемых на дирижабли офицеров генерального штаба. В этом случае командиру дирижабля отводилась роль вахтенного офицера.
Благодаря гениальным конструкциям графа Цеппелина и фирмы Шютте-Ланц, Германия имела в этой области значительное превосходство над всеми другими странами мира, которое при правильном его использовании могло принести большую пользу, в частности для глубокой разведки.

### Дирижабли флота на Западном фронте. Налёты сухопутных и флотских дирижаблей на Великобританию

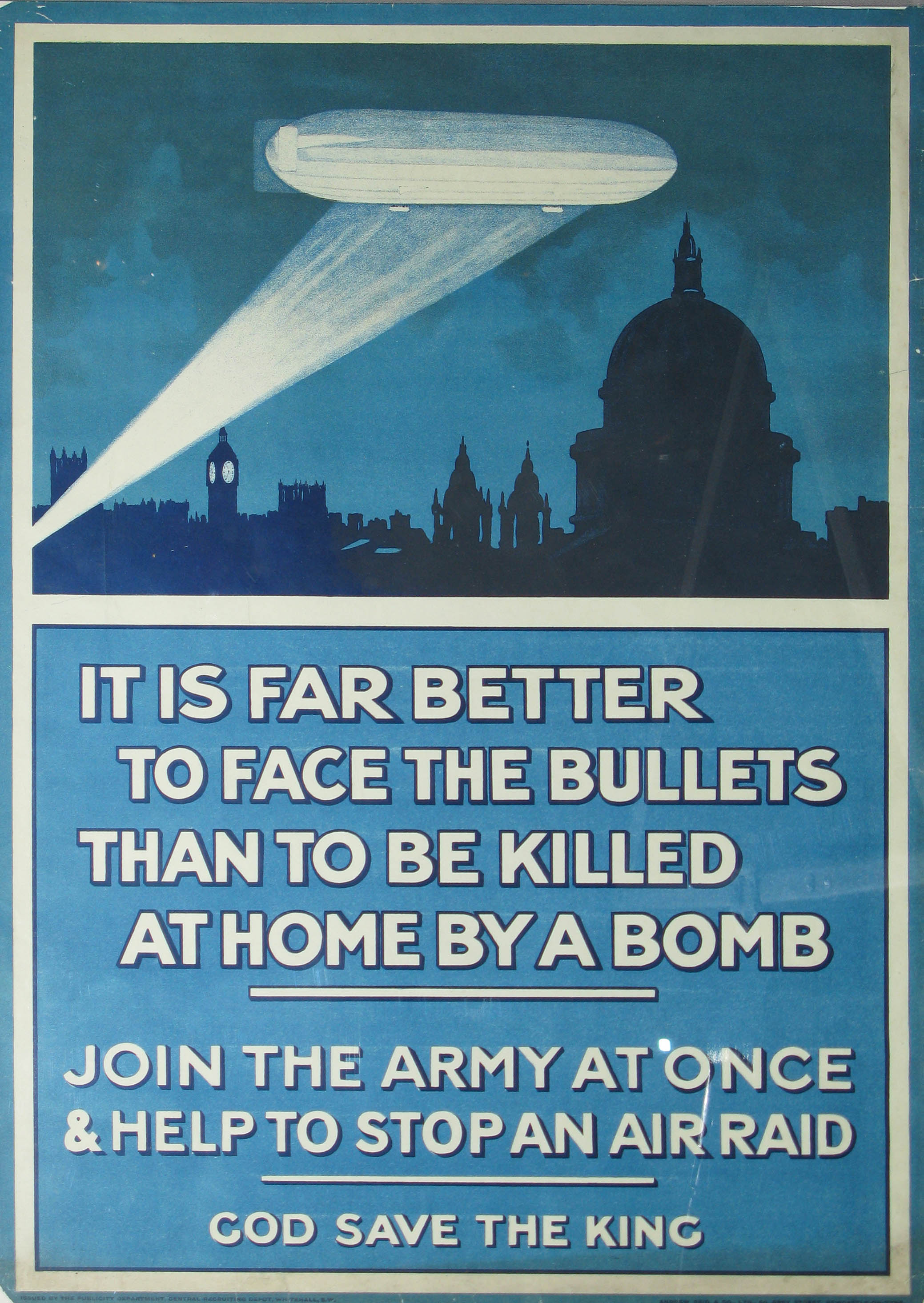
Британский вербовочный плакат, основанный на страхе, вызванном бомбардировками Лондона

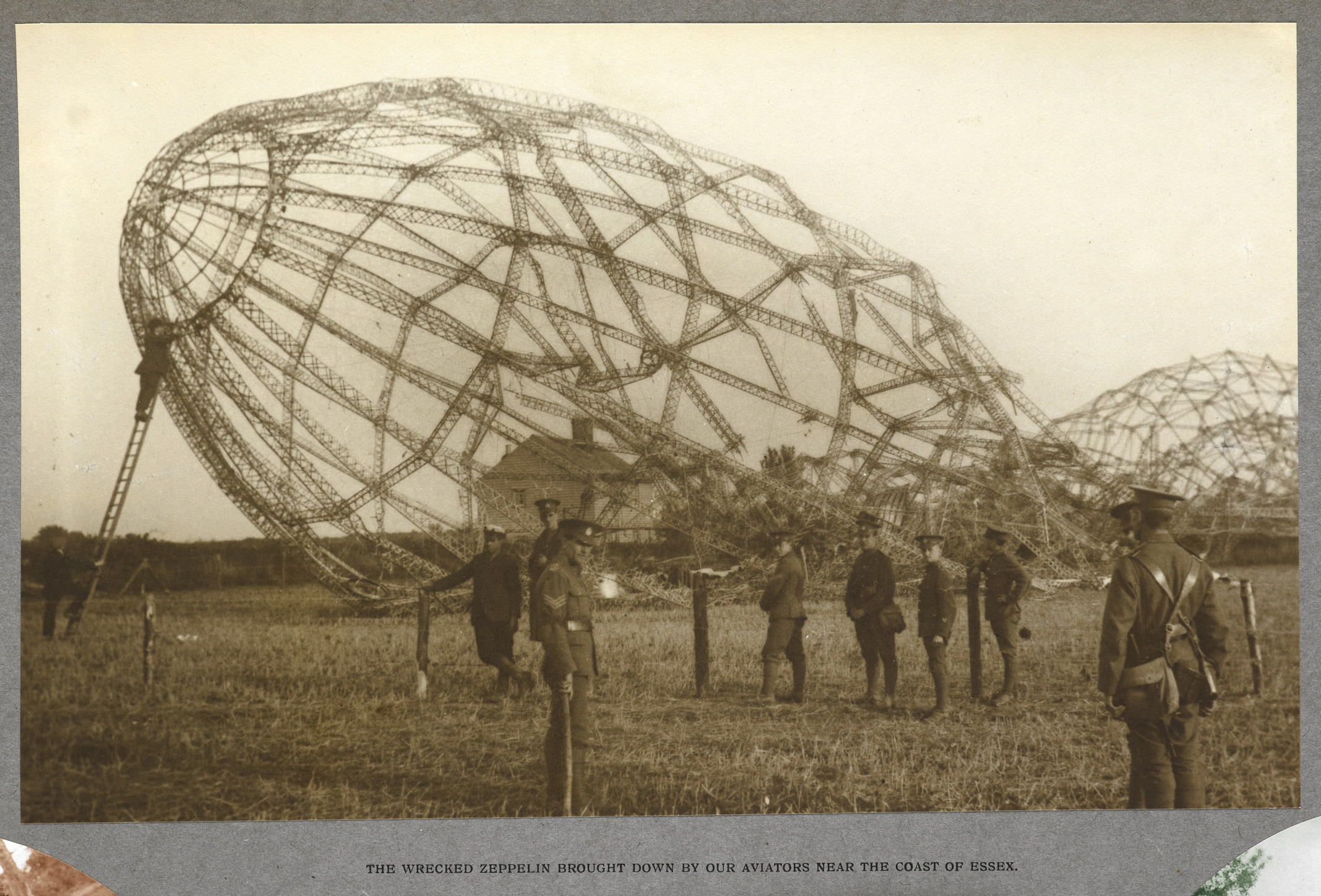
Остов цеппелина, сбитого под Эссексом. Сентябрь 1916 года

## Список цеппелинов, построенных до войны
| Заводская нумерация | Наименование/тактические нумерации | Применение                     | Объём (м ³)     | Первый вылет | Комментарии | Последний вылет |
| ------------------- | ---------------------------------- | ------------------------------ | --------------- | ------------ | --- | --------------- |
| LZ 1                |                                    | Прототип                       | 11.300          | 2.7.1900     | | ?               |
| LZ 2                |                                    | Экспериментальный              | 11.300          | 17.1.1906    | Случайно уничтожен | ?               |
| LZ 3                | Z I                                | Экспериментальный; военный     | 11.300 /12.200  | 9.10.1906    | разоружены после реконструкции в 1908 проданных в армию, использовали как учебный корабль в 1913 году | ?               |
| LZ 4                |                                    | Военный (планируемый)          | 15.000          | 20.6.1908    | Разрушен | ?               |
| LZ 5                | Z II                               | Экспериментальный; Военный     | 15.000          | 26.5.1909    | 1910 сел на мель во время бури. | ?               |
| LZ 6                |                                    | Экспериментальный; гражданский | 15.000/ 16.000  | 25.8.1909    | Уничтожен в 1914 году по неосторожности в Баден-Оос | ?               |
| LZ 7                | «Германия»                         | гражданский                    | 19.300          | 19.6.1910    | произошла авария в Тевтобургском лесу ремонту не подлежит | 28.6.1910       |
| LZ 8                | Заменил«Германия»                  | гражданский                    | 19.300          | 30.3.1911    | Потерпел крушение | ?               |
| LZ 9                | Замена Z II                        | Армия                          | 16.500 /17.800  | 2.10.1911    | разрушен 1. Августа 1914 г. | ?               |
| LZ 10               | «Швабен»                           | гражданский                    | 16.500          | 26.6.1911    | 28 Июнь 1912 уничтожен в результате несчастного случая на аэродроме в Дюссельдорфе. | ?               |
| LZ 11               | «Виктория Луиза»                   | гражданский; позже: Армейский  | 18.700          | 19.2.1912    | Осуществлял перевозки пассажиров. В августе 1914 года мобилизован армию, под командованием капитана Лампертц во Франкфурте. Впоследствии использовались в качестве учебного судна, сломал на 8 Октябрь 1915 в Einhallen друг от друга.                  | ?               |
| LZ 12               | Z III                              | Военный                        | 16.500          | 25.4.1912    | разоружён 1. Августа 1914 г. | ?               |
| LZ 13               | «Ганза»                            | Гражданский; позже: Военный    | 18.700          | 30.7.1912    | | ?               |
| LZ 14               | L 1                                | ВМФ                            | 22.500          | 7.10.1912    | Потерпел крушение во время шторма в Северном море. Погибло 14 членов экипажа. | 9.9.1913        |
| LZ 15               | Заменил Z I                        | военный                        | 22.500          | 16.1.1913    | разрушен во время аварийной посадки | 19.3.1913       |
| LZ 16               | Z IV                               | Военный                        | 19.500          | 14.3.1913    | | ?               |
| LZ 17               | «Саксония»                         | гражданский; позже ВМФ         | 22.500 / 20.900 | 3.5.1913     | На момент начала Первой мировой войны как учебный корабль зафрахтован ВМС. Разоружили осенью 1916 года | ?               |
| LZ 18               | L 2                                | ВМФ                            | 27.000          | 9.9.1913     | Уничтожен в результате взрыва двигателя, а весь экипаж погиб. | 17.10.1913      |
| LZ 19               | Второй запасной Z I                | Военный                        | 22.500          | 6.6.1913     | Потерпел крушение во время грозы. Отремонтирован в июне 1914 года. | ?               |
| LZ 20               | Z V                                | Военный                        | 22.500          | 8.7.1913     | Использовался в Первой мировой войне для разведывательных полётов над Польшей, совершил вынужденную посадку во время Танненбергской битвы после нападения на Млаву, и экипаж пытался поджечь корабль во время атаки русской кавалерии. Был взят в плен. | 23.8.1914       |
| LZ 21               | Z VI                               | Военный                        | 20.870          | 10.11.1913   | Списан после утечки газа в Бонне. | 6.8.1914        |
| LZ 22               | Z VII                              | Военный                        | 22.140          | 8.1.1914     | Пострадал от ружейного огня в Эльзасе и последующей аварийной посадки в Санкт-Курин в Лотарингии. Не подлежит ремонту. | 23.8.1914       |
| LZ 23               | Z VIII                             | Военный                        | 22.140          | 11.5.1914    | После аварийной посадки во французском тылу экипаж попал в плен. Позже экипаж совершил побег. | 23.8.1914       |
| LZ 24               | L 3                                | ВМФ                            | 22.470          | 11.5.1914    | Принял участие во время налёта на Англию. 20 января 1915 года совершил вынужденную посадку из-за повреждения двигателя во время шторма в Фане, Дания | 17.2.1915       |
| LZ 25               | Z IX                               | Военный                        | 22.470          | 13.7.1914    | Сбит 8 октября 1914 года в Англии. | ?               |

## Список цеппелинов, построенных во время войны
| Серийный номер (нем. Werk-Nr.) | Тактический номер | Применение | Volumen (m³) | Первый полёт | Комментарии | Последний полёт |
| ------------------------------ | --- | --- | --- | --- | --- | --- |
| LZ 26                          | Z XII | Сухопутн. войска | 25.000 | 14 декабря 1914 | Nach Aufgabe der Воздушн. навигац. ВВС am 8. August 1917 in Jüterbog abgewrackt. | ? |
| LZ 27                          | L 4 | ВМФ | 22.470 | 18 августа 1914 | 11 Патрульных вылетов над Северным морем; nahm am ersten Luftangriff auf Англия am 20. Января 1915 teil. Wetterbedingte Notlandung in Blavandshuk bei Fanø am 17. Февраля 1915; der größte Teil der Mannschaft konnte sich aus dem havarierten Luftschiff retten, das erleichterte Wrack stieg ungelenkt auf (mit noch vier Mann an Bord — vermisst) der Rest der Besatzung wurde in Dänemark interniert. | 17 февраля 1915 |
| LZ 28                          | L 5 | ВМФ | 22.470 | 22 сентября 1914 | 47 Патрульных вылетов над Северным и Балтийским морем; besonders hilfreich beim Aufspüren feindlicher Seeminen; zwei Военных вылетов, dabei Abwurf von 700 kg Bomben; am 7. August 1915 bei Angriff auf Daugavgrīva durch russisches Abwehrfeuer nach Treffern beschädigt и gestrandet. | 7 августа 1915 |
| LZ 29                          | Z X | ВМФ | 22.470 | 13 октября 1914 | 2 вылетов над Кале и Парижем, dabei Abwurf von 1800 kg Bomben; auf dem Rückweg durch feindliches Feuer beschädigt и nach Notlandung in Saint-Quentin abgewrackt. | 20 марта 1915 |
| LZ 30                          | Z XI | Сухопутн. войска | 22.470 | 11 ноября 1914 | Einsatz für Angriffe auf Варшава, Гродно и andere Ziele nahe der Ostfront. Beim Herausbringen aus der Halle in Позен am 20. Мая 1915 aufgebrannt. | 20 мая 1915 |
| LZ 31                          | L 6 | ВМФ | 22.470 | 3 ноября 1914 | spielte eine wichtige Rolle bei der Abwehr eines britischen ВМФangriffs auf die deutsche Küste am 25 декабря 1914; 36 Патрульных вылетов über Северным морем и Umgebung, dabei Markierung von Minenfeldern; ein erfolgreicher Angriff против Англии, dabei Abwurf von 700 kg Bomben. Fing am 16. Сентября 1916 beim Gasnachfüllen in seiner Halle in Hamburg-Fuhlsbüttel Feuer и verbrannte zusammen mit L 9. | 19 сентября 1915 |
| LZ 32                          | L 7 | ВМФ | 22.470 | 20 ноября 1914 | 77 Патрульных вылетов над Северным морем; mehrere erfolglose Angriffsversuche auf die englische Küste. Am 4. Мая 1916 nach Treffer durch britischen Kreuzer von britischem U-Boot brennend abgeschossen. | 4 мая 1916 |
| LZ 33                          | L 8 | ВМФ | 22.470 | 17 декабря 1914 | Патрульных вылетов над Западным фронтом; strandete nach Beschädigung durch feindliches Feuer am 5. März 1915 bei Tienen. | 5 марта 1915 |
| LZ 34                          | LZ 34 | Сухопутн. войска | 22.470 | 6 января 1915 | 2 военных вылетов над Восточным фронтом, dabei Abwurf von 1110 kg Bomben; am 21 июня 1915 durch feindliches Abwehrfeuer schwer beschädigt; verbrannte nach Notlandung nahe Insterburg. | 21 мая 1915 |
| LZ 35                          | LZ 35 | Сухопутн. войска | 22.470 | 1 января 1915 | zwei Angriffe auf Париж и Поперинге (Бельгия), dabei Abwurf von 2420 kg Bomben; Notlandung nahe Aeltre (Бельгия) wegen starker Abwehrfeuerschäden, dann in einem Sturm zerstört. | 13 апреля 1915 |
| LZ 36                          | L 9 | ВМФ | 24.900 | 8 марта 1915 | 74 Патрульных вылетов над Северным морем; vier Angriffe auf Англия, dabei Abwurf von 5683 kg Bomben; mehrere Angriffe auf britische U-Boote. Verbrannte am 16. Сентября 1916 zusammen mit L 6 in seiner Halle in Hamburg-Fuhlsbüttel. | 16 сентября 1916 |
| LZ 37                          | LZ 37 | Сухопутн. войска | 22.470 | 4 марта 1915 | Nach der ersten Angriffsfahrt nach Кале am 7 июня 1915 durch den britischen Jagdflieger Flt.Sub-Lt. Reginald Alexander John Warneford vom RNAS bei Gent brennend abgeschossen | ? |
| LZ 38                          | LZ 38 | Сухопутн. войска | 31.900 | 3 апреля 1915 | fünf erfolgreiche Angriffe auf Гарвич, Рамсгит, Саутенд (zweimal) и Лондон, dabei Abwurf von 8360 kg Bomben. Durch britischen Bombenabwurf auf seine Halle in Brüssel zerstört. | 7 июня 1915 |
| LZ 39                          | LZ 39 | Сухопутн. войска | 22.900 | 24 апреля 1915 | 3 Военных вылетов an der West- и später zwei an der Ostfront, dabei Abwurf von 4184 kg Bomben insgesamt. Am 17 декабря 1915 durch feindliches Feuer schwer beschädigt и nach Notlandung abgerüstet. | 18 декабря 1915 |
| LZ 40                          | L 10 | ВМФ | 31.900 | 13 мая 1915 | 8 Патрульных вылетов над Северным морем и Umgebung; 5 Angriffe auf Англия, dabei Abwurf von 9900 kg Bomben. Am 3. Сентября 1915 Blitzschlag in der Luft nahe Cuxhaven verbrannt. | 3 сентября 1915 |
| LZ 41                          | L 11 | ВМФ | 31.900 | 7 июня 1915 | 31 Патрульных вылетов, insbesondere während der Seeschlacht von Skagerrak; 12 Военных вылетов против Англии, dabei Abwurf von 15.543 kg Bomben. Abgerüstet als veraltet am 25 апреля 1916 | ? |
| LZ 42                          | LZ 72 | Сухопутн. войска | 31.900 | 15 июня 1915 | qualitativ schlechtes Rippenmaterial, daher nur als Schulschiff eingesetzt; als veraltet abgerüstet am 16. Февраля 1917 | ? |
| LZ 43                          | L 12 | ВМФ | 31.900 | 21 июня 1915 | 5 Патрульных вылетов; Notwasserung auf dem Kanal nach einem Angriff auf Лондон, Гарвич и den Хамбер am 10. August 1915. Wird eingeschleppt nach Ostende и dann am «Cockerill-Kai» (Cockerillkaaj) festgemacht. Bei den Reparaturarbeiten gerät das Luftschiff in Brand; die Reste wurden abgewrackt. | 10 августа 1915 |
| LZ 44                          | LZ 74 | Сухопутн. войска | 31.900 | 8 июля 1915 | zwei Военных вылетов против Англии, dabei Abwurf von 3500 kg Bomben; kollidierte bei Nebel am 8 октября 1915 mit einem Berg и wurde abgewrackt. | 8 октября 1915 |
| LZ 45                          | L 13 | ВМФ | 31.900 | 23 июля 1915 | 45 Патрульных вылетов; 15 Военных вылетов против Англии, dabei Abwurf von 20.667 kg Bomben; abgerüstet am 25 апреля 1917 | ? |
| LZ 46                          | L 14 | ВМФ | 31.900 | 9 августа 1915 | erfolgreichstes deutsches Флот дирижаблей; 42 Патрульных вылетов; 17 Военных вылетов против Англии, dabei Abwurf von 22.045 kg Bomben; 1917 и 1918 nicht mehr eingesetzt. Am 23 июня 1919, dem Tag der Selbst-Versenkung der Kaiserlichen Hochseeflotte in Scapa Flow, von seiner Mannschaft zerstört. | ? |
| LZ 47                          | LZ 77 | Сухопутн. войска | 31.900 | 24 августа 1915 | 6 Angriffe против Англии и Франции, dabei Abwurf von 12.610 kg Bomben. In der Schlacht um Verdun durch gegnerisches Abwehrfeuer brennend abgeschossen. | 21 февраля 1916 |
| LZ 48                          | L 15 | ВМФ | 31.900 | 9 сентября 1915 | 8 Патрульных вылетов; 3 Angriffe против Англии, dabei Abwurf von 5780 kg Bomben. Strandete am 1 апреля 1916 bei einem Angriff auf London, beschädigt durch Abwehrfeuer, nahe der Themsemündung niedergegangen; die Mannschaft geriet in Gefangenschaft. | 1 апреля 1916 |
| LZ 49                          | LZ 79 | Сухопутн. войска | 31.900 | 2 августа 1915 | Abwurf von 4440 kg Bomben bei fünf Angriffen против: Брест-Литовск и Ковель am 10/11. Aug. 1915; Kobrin-Pinsk am 25/26. Aug. 1915; Англия am 13. Sept. 1915 ;la Creuzof am 25/26 января 1916 и против Парижа am 29/30 января 1916 dabei von französischem Abwehrfeuer getroffen и bei Notlandung ohne Personenschäden nahe Ath irreparabel beschädigt | 30 января 1916 |
| LZ 50                          | L 16 | 31.900 | ВМФ | 23 сентября 1915 | 44 Патрульных вылетов; 12 Angriffe против Англии, dabei Abwurf von 18.048 kg Bomben; Versorgungsfahrten zu deutschen Inseln зимой 1916. Als Schulschiff bei Notlandung nahe Brunsbüttel am 19 октября 1917 irreparabel beschädigt и abgewrackt. | 19 октября 1917 |
| LZ 51                          | LZ 81 | Сухопутн. войска | 35.800 | 7 октября 1915 | Einsatz an der Südost- и Западным фронтом; beförderte am 9 ноября 1915 eine diplomatische Kommission über feindliches Gebiet in Serbien; ein Angriff auf Etables (Франции) и zwei auf Bukarest, dabei Abwurf von insgesamt 4513 kg Bomben; strandete am 27. Сентября 1916 nahe Tirnowa (Bulgarien) и wurde abgewrackt. | 27 сентября 1916 |
| LZ 52                          | L 18 | ВМФ | 31.900 | 3 ноября 1915 | In der Halle von Tondern bei der Explosion von L 24 am 17 ноября 1915 beim Gasnachfüllen vernichtet. | 7 ноября 1916 |
| LZ 53                          | L 17 | ВМФ | 31.900 | 27 ноября 1915 | 27 Патрульных вылетов; 9 Angriffe против Англии, dabei Abwurf von 10.724 kg Bomben. Verbrannte am 28 декабря 1916 in seiner Halle in Tondern, als LZ69 «L 24» Feuer fing. | 2 февраля 1916 |
| LZ 54                          | L 19 | ВМФ | 31.900 | 27 ноября 1915 | Eine Angriffsfahrt против Англии am 31. Января1916, dabei Abwurf von 1600 kg Bomben. L 19 war am 1. Февраля 1916 im Nebel irrtümlich über niederländisches Gebiet geraten, von der Flak beschossen worden и musste nach Treffern wegen Motorhavarie auf dem Wasser notlanden. Das Wrack hielt sich noch zwei Tage auf Wasser. Der englische Fischdampfer «King Stephen» weigerte sich völkerrechtswidrig angeblich aus Angst vor den Schiffbrüchigen, die Luftschiffer zu retten. Die Besatzung starb den Seemannstod, die Briten ereilte bereits am 25 апреля 1916 ihr Schicksal, als sie von einem deutschen Torpedoboot gefangengenommen и nach Deutschland verbracht wurden. | 2 февраля 1916 |
| LZ 55                          | LZ 85 | Сухопутн. войска | 35.800 | 12 сентября 1915 | 6 Военных вылетов против Dünaburg, Minsk, Eisenbahnknoten in Riga, и Thessaloniki (dreimal), dabei Abwurf von 14.200 kg Bomben; strandete am 5. Мая 1916, beschädigt durch feindliches Abwehrfeuer, in den Wardarsümpfen | 5 мая 1916 |
| LZ 56                          | LZ 86 | Сухопутн. войска | 35.800 | 10 октября 1915 | 7 Военных вылетов над Восточным и Юго-Восточным фронтом, dabei Abwurf von 14.800 kg Bomben; Absturz in Zzentandras am 3. Сентября 1916 nach einer Angriffsfahrt, als beide Gondeln abbrachen. | 4 сентября 1916 |
| LZ 57                          | LZ 87 | Сухопутн. войска | 35.800 | 6 декабря 1915 | zwei Angriffe против Рамсгит beziehungsweise Margate, dabei Abwurf von 3.000 kg Bomben; im Juli 1916 an die ВМФ übergeben; 16 Патрульных вылетов über Ostsee и Umgebung; später als Schulschiff eingesetzt. Im Juli 1917 als veraltet in Jüterbog abgerüstet. | 28 июля 1917 |
| LZ 58                          | LZ 88 / L 25 | Сухопутн. войска/ВМФ | 35.800 | 14 ноября 1915 | 14 Патрульных вылетов; 3 Военных вылетов над Западным фронтом, dabei Abwurf von 4.249 kg Bomben; im Января 1917 nach Auflösung der Сухопутн. войскаesluftschifffahrt an die ВМФ übergeben, die es nur zu Testzwecken einsetzte. Abgerüstet am 15. Сентября 1917. | 15 сентября 1917 |
| LZ 59                          | L 20 | ВМФ | 35.800 | 21 декабря 1915 | 6 Патрульных вылетов; 2 Военных вылетов против Англии, dabei Abwurf von 2.864 kg Bomben; strandete nach dem zweiten Angriff am 4. Мая 1916 wegen Treibstoffknappheit nahe Stavanger (Norwegen). Die Mannschaft wurde interniert; Kapitänleutnant Stabbert entkam jedoch sechs Monate später. | 3 мая 1916 |
| LZ 60                          | LZ 90 | Сухопутн. войска | 35.800 | 1 января 1916 | Im Мая 1916 in Dresden durch die Zeppelinwerft aus Friedrichshafen um 12 m verlängert, um mehr Auftrieb zu erhalten. Vier Военных вылетов против Bar-le-Duc, Norwich, London и Etables, dabei Abwurf von 8860 kg Bomben. Am 4. Sept. 1916 bei einer Angriffsfahrt auf London wurde die erstmals mitgeführte Beobachtungsgondel mit Winde über London abgeworfen, um größere Höhe zu erreichen. Dann wurde die damalige Rekordhöhe von 5900 m erreicht. Kommandant war Hptm. la Quiante. Ab Oktober 1916 neuer Kommandant Hptm. Werner. Am 7 ноября 1916 bei einem Sturm unbemannt bei Wittmund über die Северным морем abgetrieben и nie wieder gesehen.                         | ? |
| LZ 61                          | L 21 | ВМФ | 35.800 | 12 сентября 1915 | 17 Патрульных вылетов; 10 Angriffe против Англии, dabei Abwurf von 14.442 kg Bomben; Am 28 ноября 1916 durch englischen Abfangjäger mit Phosphormunition brennend abgeschossen. | 28 ноября 1916 |
| LZ 62                          | L 30 | ВМФ | 55.200 | 28 мая 1916 | 10 Военных вылетов против Англии, dabei Abwurf von 23.305 kg Bomben (die aber wegen schlechter Sichtverhältnisse kaum Schaden anrichteten); 31 Патрульных вылетов über Nord- и Ostsee и an der Ostfront; Minenräumeinsatz над Северным морем nach dem 1WK; außer Dienst gestellt am 17 ноября 1917. 1920 im Rahmen der Reparationsleistungen an Бельгия ausgeliefert, wo er verschrottet wurde. | ? |
| LZ 63                          | LZ 93 | Сухопутн. войска | 31.900 | 23 февраля 1916 | 3 Военных вылетов над Дюнкерком, Мэрдик и Гарвич, dabei Abwurf von 3.240 kg Bomben. Nach Auflösung der Сухопутн. войскаesluftschifffahrt im August 1917 abgerüstet. | 22 февраля 1916 |
| LZ 64                          | L 22 | ВМФ | 35.800 | 2 марта 1916 | 30 Патрульных вылетов; 8 Angriffe против Англии, dabei Abwurf von 9215 kg Bomben; während einer Aufklärungsfahrt am 14. Мая 1917 durch britischen Flieger nahe Terschelling abgeschossen. | 14 мая 1917 |
| LZ 65                          | LZ 95 | Сухопутн. войска | 35.800 | 31 января 1916 | am 2. Февраля 1916 bei einem versuchten Angriff против Vitry-le-François durch französisches Luftabwehrfeuer beschädigt и bei Namur gestrandet. | 2 февраля 1916 |
| LZ 66                          | L 23 | ВМФ | 35.800 | 8 апреля 1916 | 51 Патрульных вылетов; 3 Angriffe против Англии, dabei Abwurf von 5254 kg Bomben; am 21. August 1917 von einem Bordflugzeug des britischen Kreuzers Yarmouth bei Lyngrik/Dänemark abgeschossen. | 21 августа 1917 |
| LZ 67                          | LZ 97 | Сухопутн. войска | 35.800 | 4 апреля 1916 | 4 Angriffe против London (zweimal), Boulogne и später Bukarest, dabei Abwurf von 5.760 kg Bomben, außerdem mehrere erfolglose Fahrten bei schlechtem Wetter. Nach Auflösung der Сухопутн. войскаesluftschifffahrt am 5. Juli 1917 abgerüstet. | ? |
| LZ 68                          | LZ 98 | Сухопутн. войска | 35.800 | 28 апреля 1916 | eine Angriffsfahrt против London, dabei Abwurf von 1513 kg Bomben; weitere Fahrten wegen schlechten Wetters abgebrochen; im November 1916 an die ВМФ übergeben; 15 Патрульных вылетов über Ostsee и Umgebung. Nach Auflösung der Сухопутн. войскаesluftschifffahrt im August 1917 abgewrackt. | ? |
| LZ 69                          | L 24 | ВМФ | 35.800 | 20 мая 1916 | 19 Патрульных вылетов über Северным морем и Umgebung; 4 Angriffe против Англии, dabei Abwurf von 8510 kg Bomben; stieß beim Einhallen in Tondern am 28 декабря 1916 против eine Wand и verbrannte zusammen mit LZ53 «L17». | 28 декабря 1917 |
| LZ 70                          | Wegen Umstellung auf größeren Schiffstyp nicht gebaut | Wegen Umstellung auf größeren Schiffstyp nicht gebaut | Wegen Umstellung auf größeren Schiffstyp nicht gebaut | | | |
| LZ 71                          | LZ 101 | Сухопутн. войска | 35.800 | 29 июня 1916. | базировался в Ямболе (Болгария); 7 вылетов против Бухарест, Ciulnita, Фетешти, Галац, Одесса, Митилини, Яссы и Мудрос, dabei Abwurf von 11.934 kg Bomben. Abgerüstet im Сентября 1917 nach Auflösung der Сухопутн. войскаesluftschifffahrt. | ? |
| LZ 72                          | L 31 | ВМФ | 55.200 | 12 июля 1916 | eine wichtige Aufklärungsfahrt bei einer Flottenoperation против Sunderland; 6 Военных вылетов против Англии, dabei Abwurf von 19.411 kg Bomben; am 2 октября 1916 über London von britischem Abfangjäger brennend abgeschossen. | 1 октября 1916 |
| LZ 73                          | LZ 103 | Сухопутн. войска | 35.800 | 8 августа 1916 | ein erfolgreicher Angriff auf Кале, dabei Abwurf von 1530 kg Bomben (mehrere weitere Военных вылетов wurden wegen schlechten Wetters abgesagt oder abgebrochen); nach Auflösung der Сухопутн. войскаesluftschifffahrt am 8. August 1917 abgewrackt. | ? |
| LZ 74                          | L 32 | ВМФ | 55.200 | 8 августа 1916 | eine wichtige Aufklärungsfahrt bei einer Flottenoperation против Sunderland; drei Военных вылетов против Англии, dabei Abwurf von 6860 kg Bomben; am 24. Сентября 1916 von britischem Abfangjäger über London brennend abgeschossen. | 24 сентября 1916 |
| LZ 75                          | L 37 | ВМФ | 55.200 | 9 ноября 1916 | 17 Патрульных вылетов über Nord- и Ostsee и Англия; 4 Военных вылетов, dabei Abwurf von 6450 kg Bomben; außer Dienst gestellt am 24 декабря 1917; 1920 in Einzelteile zerlegt an Japan ausgeliefert. | ? |
| LZ 76                          | L 33 | ВМФ | 55.200 | 30 августа 1916 | über London abgeschossen и bei Little Wigborough, Essex notgelandet, bei der 3.200 kg Bomben abgeworfen wurden. Obgleich die Mannschaft die Hülle verbrannte, vermaßen britische Ingenieure das Gerippe; die Pläne dienten später als Grundlage für die Konstruktion des Luftschiffs R34. | 24 сентября 1916 |
| LZ 77                          | LZ 107 | Сухопутн. войска | 35.800 | 16 октября 1916 | eine Angriffsfahrt против Boulogne (Франции), dabei Abwurf von 1.440 kg Bomben (mehrere weitere Angriffe wurden abgesagt oder abgebrochen). Nach Auflösung der Сухопутн. войскаesluftschifffahrt abgerüstet im Juli 1917. | ? |
| LZ 78                          | L 34 | ВМФ | 55.200 | 27 сентября 1916 | drei Патрульных вылетов; zwei Angriffe против Англии, dabei Abwurf von 3890 kg Bomben; am 28 ноября 1916 über Hartlepool von britischem Abfangjäger über Sunderland brennend abgeschossen. | 28 ноября 1916 |
| LZ 79                          | L 41 | ВМФ | ? | 15 января 1917 | 15 Патрульных вылетов über Северным морем и Umgebung; vier Angriffe против Англии, dabei Abwurf von 6567 kg Bomben; ab dem 11 декабря 1917 als Schulschiff verwendet. Am 23 июня 1919 von seiner Mannschaft zerstört. | ? |
| LZ 80                          | L 35 | ВМФ | 55.200 | 18 октября 1916 | 13 Патрульных вылетов über Nord- и Ostsee; drei Angriffe против Англии, dabei Abwurf von 4284 kg Bomben; 1918 Versuche mit dem Siemens Torpedogleiter, einem kabelgesteuerten Seezielflugkörper; Versuche mit Bordflugzeug vom Typ Albatros D.III; abgerüstet im Сентября 1918. | ? |
| LZ 81                          | LZ 111 | Сухопутн. войска | 35.800 | 20 декабря 1916 | vom Сухопутн. войска nicht eingesetzt и im Мая 1917 der ВМФ übergeben; 7 Патрульных вылетов над Ostsee. Abgerüstet am 10. August 1917. | ? |
| LZ 82                          | L 36 | ВМФ | 55.200 | 7 ноября 1916 | 20 Fahrten über Северным морем и Англия; bei Notlandung im Nebel bei Rethen schwer beschädigt и wenig später abgewrackt. | 7 февраля 1917 |
| LZ 83                          | LZ 113 | Сухопутн. войска | 35.800 | 22 февраля 1917 | 15 Патрульных вылетов nahe der Ostfront и над Ostsee; drei Angriffe, dabei Abwurf von 6.000 kg Bomben. Nach Auflösung der Сухопутн. войскаesluftschifffahrt von der ВМФ übernommen. Am 18 октября 1920 im Rahmen der Reparationsleistungen an Франции ausgeliefert. | ? |
| LZ 84                          | L 38 | ВМФ | 55.200 | 22 ноября 1916 | bei versuchter Angriffsfahrt am 29 декабря 1916 против Reval и Sankt Petersburg durch starken Schneefall zur Notlandung gezwungen и dabei irreparabel beschädigt. | 29 декабря 1916 |
| LZ 85                          | L 45 | ВМФ | 55.200 | 12 апреля 1917 | 12 Патрульных вылетов über Северным морем и Umgebung; drei Военных вылетов против Англии, dabei Abwurf von 4.700 kg Bomben. Auf Rückmarsch von Angriffsfahrt zerstört bei Notlandung am 20 октября 1917 bei Sisteron (Франции) wegen Treibstoffknappheit; die Mannschaft geriet in Gefangenschaft. | 20 октября 1917 |
| LZ 86                          | L 39 | ВМФ | 55.200 | 11 декабря 1916 | zwei Патрульных вылетов über Северным морем и Umgebung; ein Angriff против Англии am 17. März 1917, dabei Abwurf von 300 kg Bomben, и auf dem Rückweg durch französisches Luftabwehrfeuer über Compiègne / Royallieu zerstört. | 17 марта 1917 |
| LZ 87                          | L 47 | ВМФ | 55.200 | 11 мая 1917 | 18 Патрульных вылетов и drei Angriffe, bei denen 3240 kg Bomben abgeworfen wurden, über Северным морем и Англия. Am 5. Января 1918 zerstörte eine gewaltige Explosion in der Luftschiffbasis in Ahlhorn vier Zeppeline (darunter L 47) и ein Schütte-Lanz-Luftschiff, die auf drei Hallen verteilt waren. Man geht von einem Unfall aus, Sabotage konnte jedoch nicht ausgeschlossen werden. | ? |
| LZ 88                          | L 40 | ВМФ | 55.200 | 3 января 1917 | 6 Патрульных вылетов; zwei Военных вылетов против Англии, dabei Abwurf von 3105 kg Bomben, die ihr Ziel größtenteils verfehlten. Am 16 июня 1917 bei durch böiges Wetter fehlgeschlagener Landung in Nordholz irreparabel beschädigt. | 17 июня 1917 |
| LZ 89                          | L 50 | ВМФ | 55.200 | 13 июня 1917 | 5 Патрульных вылетов über Северным морем и Umgebung; zwei Angriffe против Англии, dabei Abwurf von 4135 kg Bomben. Musste nach Англияeinsatz am 20 октября 1917 bei Dammartin (SüdФранции) wegen Treibstoffknappheit notlanden и wurde dann unbemannt ins Mittelmeer abgetrieben. | 20 октября 1917 |
| LZ 90                          | LZ 120 | Сухопутн. войска/ВМФ | 55.200 | 31 января 1917 | 17 Патрульных вылетов и drei Angriffe, bei denen 11.250 kg Bomben abgeworfen wurden, nahe der Ostfront и над Ostsee. Bei der 101stündigen Fahrt vom 26. bis 31. Juli 1917 stellte Kommandant Kapitän Ernst A. Lehmann einen neuen Dauerfahrtrekord auf. Nach der Landung hatte das Luftschiff noch Benzin für weitere 33 Stunden Fahrt an Bord. Nach Auflösung der Сухопутн. войскаesluftschifffahrt von der ВМФ übernommen am 8 октября 1917 außer Dienst gestellt; 1920 im Rahmen der Reparationsleistungen an Italien ausgeliefert, wo es ein Jahr später durch unsachgemäße Behandlung beim Entleeren auseinanderbrach.                                                      | ? |
| LZ 91                          | LZ 42 | ВМФ | 55.500 | 22 февраля 1917 | 20 Патрульных вылетов; 4 Angriffe против Англии, dabei Abwurf von 6030 kg Bomben; vom 6 июня 1918 an als Schulschiff eingesetzt. Am 23 июня 1919, dem Tag der Selbstversenkung der Kaiserlichen Hochseeflotte in Scapa Flow, von seiner Mannschaft zerstört. | ? |
| LZ 92                          | L 43 | ВМФ | 55.500 | 6 марта 1917 | 6 Патрульных вылетов; ein Angriff auf englische Werften, dabei Abwurf von 1850 kg Bomben. Bei einer Aufklärungsfahrt am 14 июня 1917 von britischem Kampfflugzeug над Северным морем abgeschossen. | 14 июня 1917 |
| LZ 93                          | L 44 | ВМФ | 55.800 | 1 апреля 1917 | 8 Патрульных вылетов; 4 Angriffe против Англии и britische ВМФeinheiten. Am 20 октября 1917 bei Rückmarsch von Angriffsfahrt durch einen Sturm nach Франции abgetrieben и über Lunéville brennend abgeschossen. | 20 октября 1917 |
| LZ 94                          | L 46 | ВМФ | 55.800 | 24 апреля 1917 | 19 Патрульных вылетов über Северным морем и Umgebung; drei Военных вылетов против Англии, dabei Abwurf von 5700 kg Bomben. Zerstört bei der Explosion in Ahlhorn (siehe LZ87 «L 47»). | ? |
| LZ 95                          | L 48 | ВМФ | 55.800 | 22 мая 1917 | eine Aufklärungsfahrt; bei einem versuchten Angriff nahe Yarmouth von feindlichem Abfangjäger abgeschossen. | 16 июня 1917 |
| LZ 96                          | L 49 | ВМФ | 55.800 | 13 июня 1917 | zwei Патрульных вылетов über Северным морем и Umgebung; ein Angriff auf Англия am 20 октября 1917, dabei Abwurf von 2100 kg Bomben; wurde auf dem Rückweg nahe Bourbonne les Bains zur Landung gezwungen и geriet fast unbeschädigt in französische Hände. Von LZ96 abgeleitete Pläne dienten später den USA als Vorlage beim Bau ihres ersten Starrluftschiffs, der ZR-1 USS Shenandoah. | 20 октября 1917 |
| LZ 97                          | L 51 | ВМФ | 55.800 | 6 июля 1917 | 3 Патрульных вылетов; ein Angriff auf die englische Küste, dabei Abwurf von 280 kg Bomben. Zerstört bei der Explosion in Ahlhorn (siehe LZ87 «L 47»). | ? |
| LZ 98                          | L 52 | ВМФ | 55.800 | 14 июля 1917 | 20 Патрульных вылетов; bei einer Angriffsfahrt durch einen Sturm unbeabsichtigt nach London abgetrieben, wo 2.020 kg Bombenlast abgeworfen wurden. Am 23 июня 1919, dem Tag der Selbstversenkung der Kaiserlichen Hochseeflotte in Scapa Flow, von seiner Mannschaft zerstört. | ? |
| LZ 99                          | L 54 | ВМФ | 55.800 | 13 августа 1917 | 14 Патрульных вылетов; zwei Angriffe против Англии, dabei Abwurf von 5840 kg Bomben; zusammen mit LZ108 «L 60» am 19. Juli 1918 zerstört, als die Luftschiffhallen in Tondern von Britischen Sopwith-Camel-Kampfflugzeugen vom ersten Flugzeugträger der Welt, der HMS Furious, bombardiert wurden. (Nur zwei Flugzeugen kehrten zur Furious zurück.) | 19 июля 1918 |
| LZ 100                         | L 53 | ВМФ | 56.000 | 8 августа 1917 | 19 Патрульных вылетов; 4 Angriffe против Англии, dabei Abwurf von 11.930 kg Bomben. Am 11. August 1918 durch britischen Kampfflieger bei Terschelling brennend abgeschossen. | 11 августа 1918 |
| LZ 101                         | L 55 | ВМФ | 56.000 | 1 сентября 1917 | zwei Angriffe, dabei Abwurf von 5450 kg Bomben; beim zweiten am 19 октября 1917 trieb er schwer beschädigt hinter die Западным фронтом ab и stieg auf die Rekordhöhe von 7.600 m auf, um zu entkommen; nach Notlandung bei Tiefenort/Thüringen verschrottet. | 19 октября 1917 |
| LZ 102                         | L 57 | ВМФ | 68.500 | 26 сентября 1917 | vorgesehen für einen Einsatz in Afrika, jedoch am 8 октября 1917 nach einer Testfahrt bei starkem Wind beim Einfahren in Jüterbog aufgebrannt. | 8 октября 1917 |
| LZ 103                         | L 56 | ВМФ | 68.500 | 24 сентября 1917 | 17 Патрульных вылетов; nahm am letzten Geschwaderangriff против Англии am 6. August 1918 teil. Am 23 июня 1919, dem Tag der Selbstversenkung der Kaiserlichen Hochseeflotte in Scapa Flow, von seiner Mannschaft zerstört. | ? |
| LZ 104                         | L 59 | ВМФ | 68.500 | 30 октября 1917 | базировался в Ямболе (Болгария) под командованием капитан-лейтенанта Бокхольдта; sollte Nachschub für deutsche Truppen in Deutsch-Ostafrika liefern; als das Schiff bereits Ägypten überquert hatte erhielt das Schiff unter ungeklärten Umständen per Funk Order zurückzukehren. Mit einer Marschleistung von 6.757 km erreichte das Luftschiff bei diesem Einsatz einen neuen Langstreckenrekord: 6757 km in 95 Stunden и 5 Minuten. Ein Angriff auf Italien, dabei Abwurf von 6.400 kg Bomben. Stürzte aus ungeklärter Ursache am 7 апреля 1918 bei einer Angriffsfahrt против Malta над Straße von Otranto brennend ab.                                                      | 7 апреля 1918 |
| LZ 105                         | L 58 | ВМФ | 56.000 | 29 октября 1917 | 2 Патрульных вылетов; zerstört bei der Explosion in Ahlhorn (siehe LZ 87/«L 47») | ? |
| LZ 106                         | L 61 | ВМФ | 56.000 | 12 декабря 1917 | 9 Aufklärunsfahrten; zwei Angriffe против Англии, dabei Abwurf von 4500 kg Bomben. 1920 im Rahmen der Reparationsleistungen nach Italien ausgeliefert, bei erster Fahrt vernichtet. | 28 августа 1920 |
| LZ 107                         | L 62 | ВМФ | 56.000 | 18 декабря 1917 | 2 Патрульных вылетов; zwei Angriffe против Англии, dabei Abwurf von 5923 kg Bomben; stürzte bei einem Aufklärungseinsatz am 10. Мая 1918 aus ungeklärter Ursache nördlich von Helgoland brennend ab. | 19 июля 1918 |
| LZ 108                         | L 60 | ВМФ | 55.800 | 18 декабря 1917 | 11 Патрульных вылетов; ein Angriff против Англии, dabei Abwurf von 3120 kg Bomben; zusammen mit LZ 99 «L 54» bei britischem Bombenangriff auf seine Halle in Tondern zerstört. | ? |
| LZ 109                         | L 64 | ВМФ | 56.000 | 11 марта 1918 | 13 Патрульных вылетов над Северным морем; ein Angriff auf Англия, dabei Abwurf von 2800 kg Bomben. 1920 im Rahmen der Reparationsleistungen nach Англия ausgeliefert, bei Unwetter losgerissen и gestrandet, danach verschrottet. | 21 июля 1919 |
| LZ 110                         | L 63 | ВМФ | 56.000 | 4 марта 1918 | 3 Военных вылетов против Англии, dabei Abwurf von 8915 kg Bomben; insbesondere Teilnahme am letzten Geschwaderangriff am 6. August 1918. Am 23 июня 1919, zwei Tage nach der Selbstversenkung der Kaiserlichen Hochseeflotte in Scapa Flow, von seiner Mannschaft zerstört. | ? |
| LZ 111                         | L 65 | ВМФ | 56.000 | 17 апреля 1918 | nahm am letzten Geschwaderangriff против Англии am 6. August 1918 teil. Am 23 июня 1919, zwei Tage nach der Selbstversenkung der Kaiserlichen Hochseeflotte in Scapa Flow, von seiner Mannschaft zerstört. | ? |
| LZ 112                         | L 70 | ВМФ | 62.200 | 1 июля 1918 | führte den letzten Geschwaderangriff против Англии am 6. August 1918 an; dabei war der Kommandeur der Флот дирижаблейabteilung, Fregattenkapitän Peter Strasser an Bord. Bei Rückmarsch durch seinen intensiven Funkverkehr von britischen Seestreitkräften eingepeilt и über Norfolk von britischem D.H.4-Kampfflugzeug brennend abgeschossen. | 6 августа 1918 |
| LZ 113                         | L 71 | ВМФ | 62.200 | 29 июля 1918 | Не использовался во время войны; Отправлен в 1920 году в Англию в качестве репараций, где его отправили на слом. 32.200 m³ | ? |
| LZ 114                         | vorgesehen als L 72 in Франции: «Dixmude» | ВМФ | 62.200 | 9 февраля 1920 | wegen Kriegsende nicht mehr von der ВМФ übernommen; 1920 im Rahmen der Reparationsleistungen nach Франции ausgeliefert. 50 Tote beim Verlust bei Pantelleria/Sizilien am 23 декабря 1923. Das Schiff verbrannte in der Luft, keine Überlebenden. LZ 114 war auf der Rückfahrt von einer Testfahrt in die Sahara. | 22 декабря 1923 |
| LZ 115                         | Не построен, заказан в июле 1918 г. как испытательный дирижабль L100, 75 500 м³, затем проект был продолжен под номером LZ 119.                                    | Не построен, заказан в июле 1918 г. как испытательный дирижабль L100, 75 500 м³, затем проект был продолжен под номером LZ 119.                                    | Не построен, заказан в июле 1918 г. как испытательный дирижабль L100, 75 500 м³, затем проект был продолжен под номером LZ 119.                                    | Не построен, заказан в июле 1918 г. как испытательный дирижабль L100, 75 500 м³, затем проект был продолжен под номером LZ 119.                                    | Не построен, заказан в июле 1918 г. как испытательный дирижабль L100, 75 500 м³, затем проект был продолжен под номером LZ 119. | Не построен, заказан в июле 1918 г. как испытательный дирижабль L100, 75 500 м³, затем проект был продолжен под номером LZ 119.                                    |
| LZ 116                         | не завершен к концу войны; vorgesehen als L 73 | не завершен к концу войны; vorgesehen als L 73 | не завершен к концу войны; vorgesehen als L 73 | не завершен к концу войны; vorgesehen als L 73 | не завершен к концу войны; vorgesehen als L 73 | не завершен к концу войны; vorgesehen als L 73 |
| LZ 117                         | не завершен к концу войны; vorgesehen als L 74 | не завершен к концу войны; vorgesehen als L 74 | не завершен к концу войны; vorgesehen als L 74 | не завершен к концу войны; vorgesehen als L 74 | не завершен к концу войны; vorgesehen als L 74 | не завершен к концу войны; vorgesehen als L 74 |
| LZ 118                         | war bei Kriegsende noch nicht bestellt; vorgesehen als L 75, 68.500 m³, 226 Meter lang, 6 Motoren                                                                  | war bei Kriegsende noch nicht bestellt; vorgesehen als L 75, 68.500 m³, 226 Meter lang, 6 Motoren                                                                  | war bei Kriegsende noch nicht bestellt; vorgesehen als L 75, 68.500 m³, 226 Meter lang, 6 Motoren                                                                  | war bei Kriegsende noch nicht bestellt; vorgesehen als L 75, 68.500 m³, 226 Meter lang, 6 Motoren                                                                  | war bei Kriegsende noch nicht bestellt; vorgesehen als L 75, 68.500 m³, 226 Meter lang, 6 Motoren | war bei Kriegsende noch nicht bestellt; vorgesehen als L 75, 68.500 m³, 226 Meter lang, 6 Motoren                                                                  |
| LZ 119                         | не построен; Vergrößerung des Projektes LZ 115 auf 108.000 m³, zehn Motoren, geplanter Baubeginn Июня 1919, der Auftrag wurde jedoch am 6 октября 1918 annulliert. | не построен; Vergrößerung des Projektes LZ 115 auf 108.000 m³, zehn Motoren, geplanter Baubeginn Июня 1919, der Auftrag wurde jedoch am 6 октября 1918 annulliert. | не построен; Vergrößerung des Projektes LZ 115 auf 108.000 m³, zehn Motoren, geplanter Baubeginn Июня 1919, der Auftrag wurde jedoch am 6 октября 1918 annulliert. | не построен; Vergrößerung des Projektes LZ 115 auf 108.000 m³, zehn Motoren, geplanter Baubeginn Июня 1919, der Auftrag wurde jedoch am 6 октября 1918 annulliert. | не построен; Vergrößerung des Projektes LZ 115 auf 108.000 m³, zehn Motoren, geplanter Baubeginn Июня 1919, der Auftrag wurde jedoch am 6 октября 1918 annulliert. | не построен; Vergrößerung des Projektes LZ 115 auf 108.000 m³, zehn Motoren, geplanter Baubeginn Июня 1919, der Auftrag wurde jedoch am 6 октября 1918 annulliert. |

## Список дирижаблей Шютте-Ланц
Lediglich die Luftschiffe SL I und SL II führten eine römische Ziffer im Namen, alle anderen sprich nachfolgenden Bautypen hießen SL plus arabische Ziffer.
| Nr.    | Betreiber | erste Fahrt | Einsätze | Verbleib, Bemerkungen |
| ------ | --------- | --- | --- | --- |
| S.L.I  | Heer      | 1. Oktober 1911 | keine (Prototyp) | im Juli 1913 am Ankermast in Schneidemühl in einem Sturm zerstört |
| S.L.II | Heer      | 28. Februar 1914 | führte im August 1914 zwei Aufklärungen für Österreich im Rahmen der Operationen in Galizien in den Raum Chelm, Lublin, Kraśnik durch; später vier Angriffsfahrten mit 3554 kg Bomben (2×Nancy, Compiègne, London) | im Mai/Juni 1915 um 12 m verlängert; am 10. Januar 1916 bei Luckenwalde — präzise etwa einen Kilometer nördlich Jänickendorf (in den Renne-Bergen) — gestrandet |
| S.L.3  | Marine    | 5. Februar 1915 | 30 Aufklärungen über Nord- und Ostsee; ein erfolgloser Angriff gegen England mit 150 kg Bomben; ein Gefecht mit brit. Unterseeboot | am 1. Mai 1916 auf dem Mauersee bei Steinort (Masuren/Ermland) notgelandet, abgewrackt. (Steinort heute Sztynort; Mauersee = Jezioro Mamry) |
| SL 4   | Marine    | 2. Mai 1915 | 21 Aufklärungen über Nord- und Ostsee; zwei Angriffe gegen die Insel Saaremaa/Ösel mit 600 kg Bomben | am 14. Dezember 1915 in der Halle Seddin durch Sturm zerstört |
| SL 5   | Heer      | 21. Mai 1915 | keine | am 15. Juli 1915 nach Notlandung in Gießen durch Gewitter zerstört |
| SL 6   | Marine    | 9. Oktober 1915 | 6 Aufklärungen | am 10. November 1915 kurz nach dem Start in der Nähe von Seddin verbrannt |
| SL 7   | Heer      | 3. September 1915 | drei Aufklärungen über der Ostsee; drei Angriffsfahrten mit 2958 kg Bomben (La Neufville, Dünamünde, Wenden) | am 6. März 1917 als veraltet außer Dienst gestellt; abgewrackt in Jüterbog |
| SL 8   | Marine    | 30. März 1916 | 34 Aufklärungen über Nord- und Ostsee; drei Angriffsfahrten mit 4600 kg Bomben (Werder, Moon, Pernau) | am 20. November 1917 als veraltet außer Dienst gestellt; demontiert in Seddin |
| SL 9   | Marine    | 1. November 1916 | 13 Aufklärungen; drei Angriffsfahrten mit 4230 kg Bomben (Mariehamn, Sworbe, Arensburg); erfolglose Teilnahme an einem Geschwaderangriff gegen England am 24. August 1916 | am 30. März 1917 in der Bucht von Danzig verschollen |
| SL 10  | Heer      | 17. Mai 1916 | eine Aufklärungsfahrt nach Zonguldak | bei versuchter Angriffsfahrt auf Sewastopol am 28. Juli 1916 über dem Schwarzen Meer verschollen |
| S.L.11 | Heer      | 1. August 1916 | drei versuchte Angriffsfahrten gegen England; zwei davon mussten abgebrochen werden | Am 3. September 1916 während des dritten Angriffs unter Hauptmann Wilhelm Schramm über London von einem Flugzeug (William Leefe Robinson) in Brand geschossen und abgestürzt |
| SL 12  | Marine    | 9. November 1916 | 9 Aufklärungen über Nord- und Ostsee | am 28. Dezember 1916 durch ein verfangenes Halteseil abgestürzt |
| SL 13  | Heer      | 19. Oktober 1916 | keine | am 8. Februar 1917 durch Halleneinsturz in Leipzig zerstört |
| SL 14  | Marine    | 23. August 1916 | zwei Aufklärungen über der Ostsee; zwei Angriffsfahrten mit 2960 kg Bomben gegen Papensholm. | am 18. Mai 1917 nach Unfall auf dem Luftschiffhafen Wainoden abgewrackt (siehe Artikel Luftschiffhafen Wainoden). |
| SL 15  | Heer      | 4. November 1916 Probefahrt, 9. November 1916 Fahrt nach Sandhofen.9/11/24/27 und 28. November 1916 Abnahme des neuen Schiffes durch Hptm. la Quiante u. Herrn Helferich von Schuette Lanz | 28/29. Januar 1917 Fahrt nach England. Bei Rückkehr nach Mannh. Sandhofen infolge eingefrorenen Wasserballastes Zerstörung der vorderen Gondel. Erkundigungsfahrten über den Atlantik wegen der amerikanischen Flotte im Mai 1917. Drei Tage später Wiederholung der Erkundigungsfahrt; der Flottenverband war bei Le Havre. | Ende August SL 15 unter Aufsicht von Obermaschinist Schöner in Ma-Sandhofen abgewrackt. |
| SL 16  | Heer      | 18. Januar 1917 | keine | im August 1917 ausgemustert weil veraltet; abgewrackt unter Aufsicht von Obermaschinist Schöner in Spich. Führte auch die Bezeichnung E 9 (siehe auch Betrachtungen u. Tabellen von Dr. Dieckerhoff)                                                                            |
| SL 17  | Heer      | 22. März 1917 | keine | im August 1917 ausgemustert weil veraltet; abgewrackt in Allenstein |
| SL 18  | Heer      | nicht fertiggestellt | nicht fertiggestellt | wurde während des Baus durch einen Einsturz der Halle in Leipzig zerstört |
| SL 19  | Heer      | nicht fertiggestellt | nicht fertiggestellt | Auftrag nach Aufgabe der Heeresluftschiffahrt storniert |
| SL 20  | Marine    | 10. September 1917 | zwei Aufklärungen im Zuge der Operation Albion (Ösel) über der östlichen Ostsee, ein Angriffsversuch bei der Ösel-Invasion am 8. Oktober 1917 (3 von 5 Motoren ausgefallen) | (neuer Typ F, Baunummer F-1), am 5. Januar 1918 (9 Wochen nach Abnahme) bei Brand und Explosion in Doppelhalle in Ahlhorn mit weiteren Luftschiffen zerstört. Brandursache ungeklärt; es wird von einem Unfall ausgegangen, Sabotage konnte jedoch nicht ausgeschlossen werden. |
| SL 21  | Heer      | 26. November 1917 | keine; weitere Probefahrt am 28. November 1917. | Trägerbrüche zwangen zur Überholung, nicht wieder in Dienst gestellt, 1918 demontiert |
| SL 22  | Marine    | 5. Juni 1918 | keine | im Sommer 1920 demontiert und an Siegermächte übergeben |
| SL 23  | unklar    | nicht fertiggestellt | keine | (neuer Typ G, Baunummer G-1) erstes SL-Schiff, das nicht mehr aus Sperrholz, sondern aus Duraluminium gefertigt wurde. Quelle: «Der Luftschiffbau Schütte-Lanz 1909—1925», Johann Schütte 1926                                                                                  |
| SL 24  | unklar    | nicht fertiggestellt | keine | (neuer Typ H, Baunummer H-1) Quelle: wie SL 23 |

## История формирования и организация германской военной авиации
Удачное применение аэростатов и самолётов на императорских манёврах в марте 1911 года, успехи испытательных стрельб по аэростатам, а также сообщения о высоких достижениях Франции в области военной авиации показали Генеральному штабу, что самолёт более пригоден для разведки, чем аэростат. От самолёта ожидали в первую очередь сбора сведений в рамках оперативной разведки. Что он мог быть также отличным средством тактической и дальней разведки, впервые поняли лишь во время самой войны.
На вооружение германских ВВС стали поступать самолёты производства авиационной Компании Fokker.
В мае 1910 в Деберитце была основана первая военная авиационная школа. В конце того же года на вооружение германской армии поступают первые 10 самолётов германской постройки.
Развитие авиации в Германии тормозилось сразу по нескольким причинам:
1. Военные отдавали приоритет воздухоплаванию. Концепция воздушной войны была построена вокруг применения дирижаблей. Самолёты достаточно долго рассматривались как вспомогательное средство ближней разведки и как связное транспортное средство.
2. Рассчитанное на пятилетие 1912—1916 годов сокращение численности армии замедлило дальнейшее развитие воздушного флота вообще.
3. Недостаточное финансирование воздушного флота.

В конце 1912 года Главная инспекция артиллерии указывала, что Франция, опережая Германию в применении самолётов для нужд артиллерии, тем самым до известной степени компенсирует существовавшее в то время отставание в тяжёлой артиллерии. Это известие побудило командование активнее заниматься вопросами воздушных сил. Были созданы множество авиационных предприятий, испытывались новые конструктивные типы самолётов. Уже на манёврах 1913 года подтвердилось большое значение авиации в разведывательном деле.
Первого октября 1913 года были сформированы пять авиационных батальонов. За исключением Баварского батальона, они подчинялись вновь учреждённой Инспекции авиации; последняя, наряду с Инспекцией воздухоплавания, входила в состав Инспекции военных воздушных и автомобильных сообщений, которая, в свою очередь, была подчинена Главной инспекции военных сообщений.
Начало войны застало немецкую военную авиацию на первой стадии её планомерного развития, которое было рассчитано на несколько лет и потому не закончилось к этому моменту. Организация авиации в военное время соответствовала довоенным взглядам на её будущее применение и задачи. Каждой армии и каждому активному корпусу придавалось по одному полевому авиационному отряду с 6 самолётами. В пограничных крепостях имелись крепостные авиационные отряды с 4 самолётами. Требования Генерального штаба об увеличении количества самолётов в полевых авиационных отрядах до 8, о придании по одному отряду резервным корпусам и по второму отряду армиям, о формировании специальных артиллерийских авиационных отрядов выполнены всего из 5 авиационных батальонов было сформировано при мобилизации 34 полевых авиационных отряда и 7 крепостных авиационных отрядов. Эти отряды располагали 232 самолётами. Кроме того были развёрнуты 8 авиационных парков и 6 запасных авиационных отрядов.

## Германская авиация в Первой мировой войне
Германские ВВС появились в 1910 году. Именно тогда в армию поступили первые десять аэропланов. С началом боевых действий, ценность авиации как инструмента разведки стала очевидна для всех сторон. Эти самолёты не имели вооружений и использовались исключительно для разведки. Также стало понятно, что с аэропланами противника нужно что-то делать. Как следствие, пилоты противоборствующих сторон начали войну в воздухе. Лётчики стреляли друг в друга из револьверов, винтовок, метали гранаты.
Германская авиационная промышленность построила во время первой мировой войны 47 931 самолёт. 3200 немецких машин было сбито в боях. За всю войну противник потерял 8400 самолётов. Из них 6800 самолётов было сбито немецкой истребительной авиацией.
Статья 198 Версальского договора гласит: «Германия не должна иметь собственных военно-воздушных сил ни на суше, ни на море». Согласно этому, все военные самолёты, в том числе 5 тыс. вполне боеспособных машин, передавались правительствам стран Антанты и их союзников.

### Система обозначения типов самолётов в германском воздушном флоте
В германской авиации начала XX в. использовалась следующая классификация самолётов:
- A — одномоторные невооружённые монопланы;
- B — одномоторные двухместные невооружённые бипланы;
- C — одномоторные двухместные вооруженные бипланы;
- CL — одномоторные двухместные вооружённые бипланы облегчённой конструкции;
- L — в сочетании с другой буквой — облегчённый тип;
- D — одномоторные одноместные вооруженные бипланы;
- E — одномоторные одноместные вооруженные монопланы;
- Dr — одномоторные одноместные вооруженные трипланы;
- W — поплавковый самолёт;
- J — бронированный самолёт;
- N — в сочетании с другой буквой — ночной вариант;
- G — двухмоторный бомбардировщик;
- R — многомоторный (более двух моторов) бомбардировщик.

### 1914—1917 гг.
В начале войны германская авиация располагала невооружёнными бипланами (В) и монопланами (А). Защитное вооружение, кроме револьверов и карабинов экипажа на них отсутствовали, что сделало германские аппараты лёгкой добычей для французских скоростных «Моранов» и «Вуазенов», оснащённых пулемётами. Потери росли, однако в середине 1915 года был найден выход. Турель инженера Шнейдера закончила испытания и теперь была готова к установке на самолёт. Все новые двухместные самолёты получили это оружие, также на многих самолётах устанавливался курсовой пулемёт. Таким образом возникли самолёты типа С. Этот тип стал основным к концу войны. Несмотря на эти прогрессивные нововведения невооружённые самолёты типа А и В продолжали применяться вплоть до конца 1916 года.
Наиболее известные самолёты типа А:

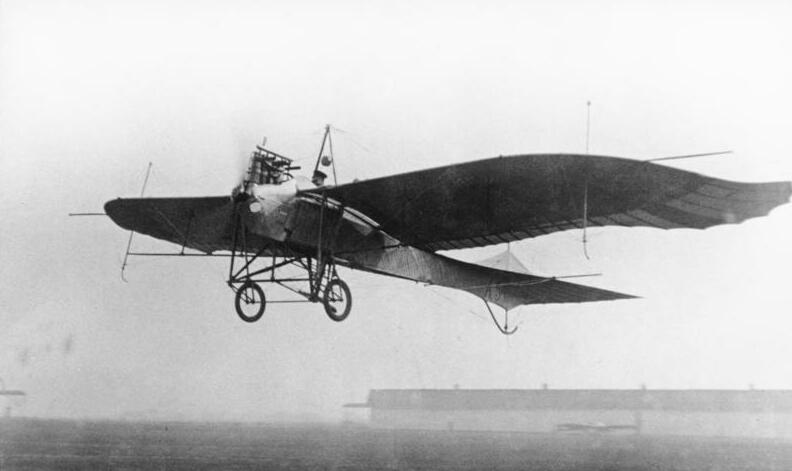
Разведчик-бомбардировщик Rumpler-Taube («A.54.»)

- Taube — многоцелевой самолёт, был спроектирован и построен в 1910 году. Всего был построено 60 самолётов. Самолёт состоял на вооружении немецкой армии до 1916 года и использовался как разведывательный и связной[5].
- Fokker A.I — самолет- разведчик. Выпускался в 1914—1915 годах. Всего было построено от 63 до 85 самолётов
- Fokker A.II
- Pfalz A.II — первый полёт совершил в 1913 году. Самолёт использовался в 1914 году для азрофотосъемки и визуальной разведки[6].

Наиболее известные самолёты типа В:
- LVG B.I — самолёт-разведчик, двух местный биплан. Самолёт был принят на вооружение германских ВВС в 1914 году[7].
- LVG B.II — выпущен в 1915 году, от ВI отличался меньшими размерами и двигателем. Применялся на западном и восточном фронтах, использовался для обучения и ведения невооружённой разведки[8].
- Aviatik B.I — двухместный разведчик / арткорректировщик. В ВВС Германии стали поступать в 1914 году[9].
- Aviatik B.II — в отличие от BI, имел более мощный двигатель Mercedes и был вооружён пулемётом[10].
- Rumpler B.I — самолёт-разведчик, первый полёт в 1914 году. Неравнокрылый биплан, экипаж из двух человек. Для вооружённых сил было построено 198 самолётов, которые применялись на западном и восточных фронтах в 1914—1915 годах[11].
- Albatros B.I — самолёт-разведчик, был спроектирован и построен в 1913 году. Экипаж два человека: пилот и наблюдатель. На вооружении немецкой армии находился до 1915 года. После этого использовался как учебный самолёт.
- Albatros B.II — двухместный разведчик-корректировщик. Большое количество самолётов B.II использовались в частях первой линии до конца 1915 года, после того, как на фронте появились в большом количестве истребители союзников, аэропланы B.II были переданы в учебные и запасные подразделения[12].
- Albatros B.III — в конце 1914 года был разработан последний невооружённый «Альбатрос» — Albatros B.III, который широко применялся, в качестве разведчика, на западном и восточном фронте[13].

Наиболее известные самолёты типа С, применявшиеся в указанный период:
- Albatros C.I — самолёт-разведчик был разработан в начале 1915 года. Albatros C.I имел две кабины, в передней находился пилот, а в задней- наблюдатель и по совместительству — оператор вооружения. Самолёт был первым вооружённым самолётом-разведчиком и состоял на вооружении с 1915 до конца 1917 года[14].
- Aviatik C.I — самолёт-разведчик совершил первый полёт в 1914 году. В 1915 году была создана вооружённая версия самолёта, которая была запущена в крупносерийное производство на заводе в г. Фрайбург. Самолёты Aviatik C.I всех модификаций применялись на фронтах до 1916 года включительно. Всего было построено 548 самолётов[15].
- Rumpler C.I — многоцелевой вспомогательный самолёт, совершил первый полёт в 1915 году. Стрелок сидел позади пилота Около 250 самолётов находилось на вооружении к октябрю 1916 года, производство продолжалось до июня 1917 года. Благодаря выдающимся лётным и эксплуатационным данным, C.I продержался в частях первой линии до весны 1918 года[16]. На базе C.I был разработан гидросамолёт для ВМС Германии, отличавшийся только тем, что имел два поплавка[17].

Наиболее известные самолёты типа D:
Fokker D.I Истребитель. Первый полет в 1916 году. Изготовлено 25 экземпляров.
- Pfalz D.III Истребитель. Первый полёт в 1917 году. Всего было изготовлено 1050 экземпляров, которые принимали участие в боевых действиях на всех фронтах[19].
- Rumpler D.I Одноместный истребитель. Первый полет в 1917 году. До заключения перемирия было изготовлено 22 самолёта[20].
- Albatros D.III Истребитель-разведчик. Первый полёт в 1917 году. Всего было изготовлено 1346 истребителей. В 1917 году половину парка всех истребителей на западном фронте составляли истребители «Альбатрос».[21].
- Aviatik D.III Одноместный истребитель. Первый полет в 1917 году. Самолёт в серию не пошёл[22].
- Euler D.I Истребитель. Первый полет в 1916 году. С октября 1916 года самолёты поставлялись в боевые части на фронт. В основном самолёты использовались в лётных школах[23].
- Siemens-schukert D.I Истребитель. Первый полёт в 1916 году. Всего было изготовлено 95 самолётов, после этого производство прекратили. Большинство самолётов передали в лётные школы и тыловые подразделения[24].

В середине 1915 появляются первые германские многомоторные самолёты типа G и R.
Наиболее известные самолёты типа G и R, применявшиеся в указанный период:
- Gotha G.I — тяжёлый бомбардировщик, двухмоторный биплан. Первый полёт в январе 1915 года. Бомбардировщики Gotha G.I действовали на восточном фронте до октября 1916 года, затем они были списаны как устаревшие[25].
- AEG G.I-G.II — двухмоторный биплан трёхместный бомбардировщик первый полёт совершил в 1916 году.
- Siemens-Shuckert R.1 — Тяжёлый бомбардировщик. Первый полёт совершил в 1915 году. Три двигателя вращали два тянущих винта.. Экипаж 4 человека. Самолёт использовался только для экспериментов и учебных целей[26].

Наиболее известные самолёты типа E:
Fokker E.I Одноместный истребитель-разведчик. Первый полёт в 1915 году. Серийный выпуск продолжался до середины 1916 года. Всего было изготовлено около 370 самолётов. Участвовали в боевых действиях на западном фронте.
Pfalz E.I/E.II/E.III/E.IV Истребитель. Первый полёт в 1916 году. Экипаж 1 человек.
В 1915 году был создан первый цельнометаллический самолёт Junkers J.I. Первый полёт этот штурмовик с экипажем из двух человек совершил в 1915 году.
1915 год следует считать годом рождения истребительной авиации. До этого времени вращающийся пропеллер создавал непреодолимое препятствие для огня пулемёта. Однако французы решили эту проблему оснастив пропеллер самолёта-истребителя Morane N стальными отсекателями. В начале 1915 года этот самолёт стал грозой германских лётчиков, однако французов часто подводили ненадёжные пулемёты «Кольт» (на «Моранах» стояли пулемёты Гочкис M1909 или Виккерс) (Из-за этого недостатка французы вскоре отказались от своего довольно перспективного изобретения; кроме самолёта Morane N дефлекторы нигде больше не применялись).
Синхронизатор Фоккера
Голландский инженер Антон Фоккер на основе этой идеи разработал синхронизатор пулемёта. Пулемёт стрелял только тогда, когда на его пути не было пропеллера. Интенсивность огня возросла во много раз, хотя частые поломки синхронизатора заставляли фронтовых механиков заковывать винт в металл. Синхронные пулемёты были установлены на самолётах Fokker A.I, которые до этого служили скоростными «кавалерийскими» разведчиками. Индекс самолёта сменился с А на Е. Новый истребитель стал очень опасным даже для французских вооружённых самолётов. Большинство французских машин было оснащено толкающим винтом и, даже имея на борту пулемёт, не было возможности защитить заднюю полусферу. Фоккер, оснащённый пулемётом с синхронизатором, заходил своему противнику в хвост и расстреливал его беззащитный двигатель. И хотя Fokker был менее манёвренным чем Morane N, беглый огонь его пулемётов заставлял французский самолёт спасаться бегством. С августа 1915 и до весны 1916 года во фронтовом небе доминировала германская авиация. Возникло такое понятие как «Бич Фоккера» — когда действия ВВС Антанты были парализованы присутствием германских истребителей в воздухе.

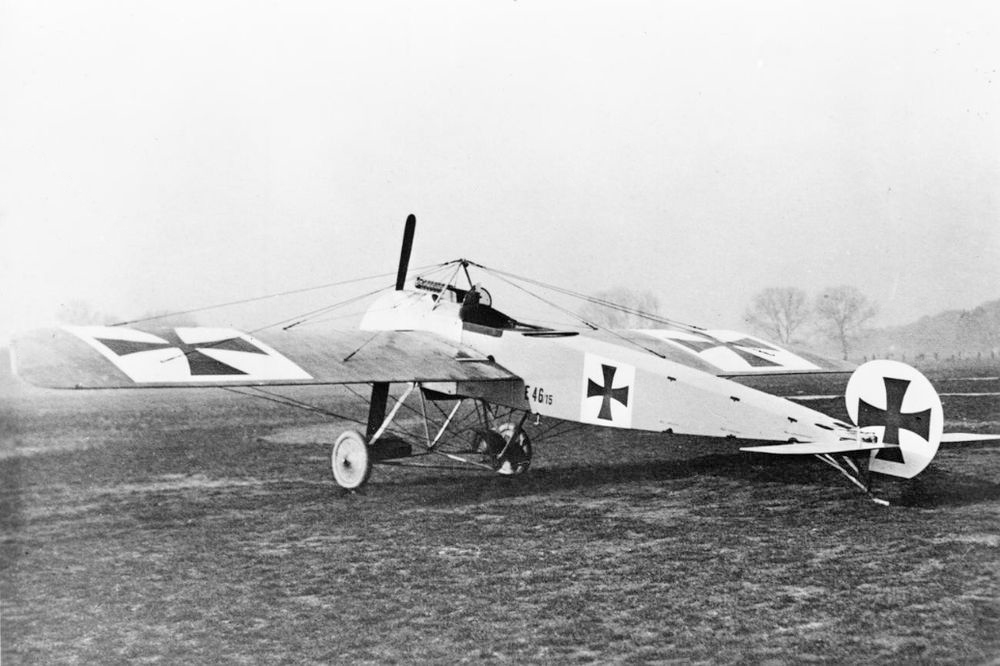
Fokker Eindecker E.I

Наиболее тяжёлые потери понесли англичане, которые летали на тихоходных безоружных разведчиках типа ВЕ-2.
Всю вторую половину 1915 года германские монопланы безраздельно контролировали воздушное пространство.
Наиболее известные самолёты типа E этого периода:
- Fokker E.I — истребитель-разведчик, одноместный моноплан. Первый полёт состоялся в 1915 году. Fokker E.I был первым самолётом, оснащённым синхронизатором, устройством для стрельбы через винт. До ноября 1915 года было изготовлено 54 самолёта.
- Fokker E.II — истребитель -разведчик, пришёл на смену E.I, с более прочной конструкцией и мощным двигателем. Всего было построено 59 самолётов. Участвовали в боевых действиях на западном фронте с осени 1915 до весны 1916 года, где уничтожили большое количество британских самолётов[30].
- Fokker E.III — истребитель-разведчик, в отличие от E.II, имел больший запас топлива, а также небольшое количество самолётов получили по два синхронных пулемёта. С октября 1915 года было изготовлено 249 самолётов[31].
- Pfalz E.I-E.IV

## Наиболее результативные асы германского воздушного флота
Список наиболее результативных асов:
- Манфред фон Рихтгофен (нем. Manfred von Richthofen) — 80 (+2) побед; погиб 21.04.1918 г.;
- Эрнст Удет (нем. Ernst Udet) — 62 (+1) победы;
- Эрих Левенхардт (нем. Erich Löwenhardt) — 54 победы; погиб 10.08.1918 г.;
- Йозеф Якобс (нем. Josef Сarl Peter Jacobs) — 48 побед;
- Вернер Фосс (нем. Werner Voss) — 48 побед; погиб 23.09.1917 г.;
- Фриц Румей (нем. Fritz Rumey) — 45 побед; погиб 27.09.1918 г.;
- Рудольф Бертольд (нем. Rudolf Berthold) — 44 (+2) победы;
- Бруно Лёрцер (нем. Bruno Loerzer) — 44 победы;
- Пауль Боймер (нем. Paul Bäumer) — 43 победы;
- Франц Бюхнер (нем. Franz Büchner) — 40 (+1) побед;
- Освальд Бёльке (нем. Oswald Boelcke) — 40 побед; погиб 28.10.1916 г.;
- Лотар фон Рихтгофен (нем. Lothar von Richthofen) — 40 побед; погиб 4.07.1922 г.;
- Генрих Гонтерманн (нем. Heinrich Gontermann) — 39 (+1) побед; погиб 30.10.1917 г.
- Юлиус Буклер (нем. Julius Buckler) — 36 побед

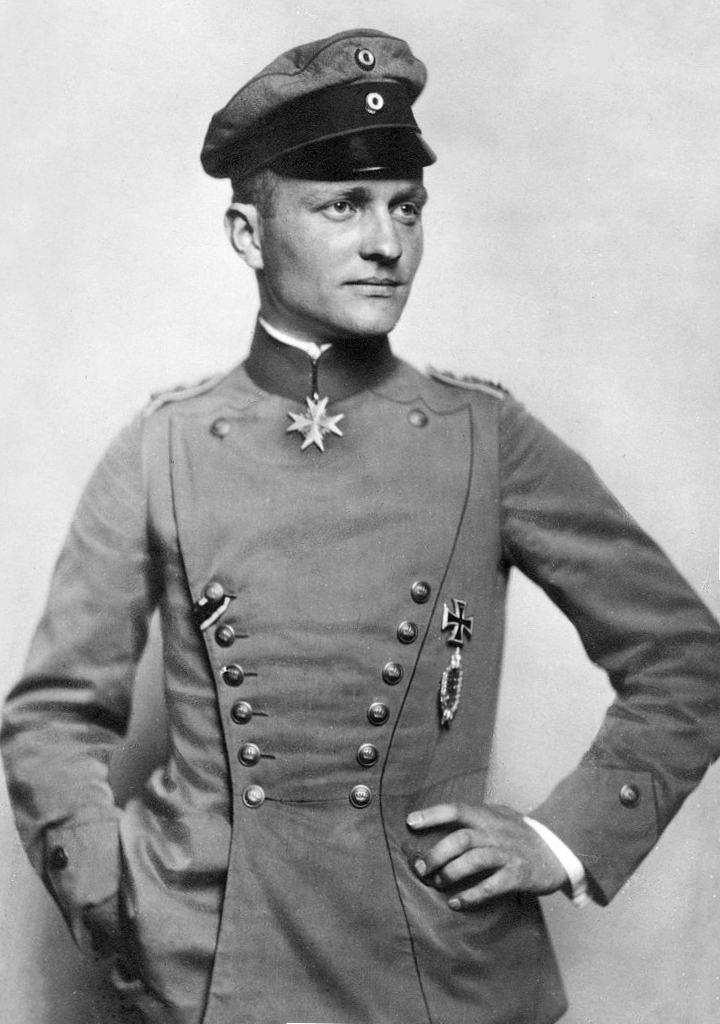
«Красный барон» Манфред фон Рихтгофен, наиболее результативный пилот-истребитель Первой мировой войны (80 побед)
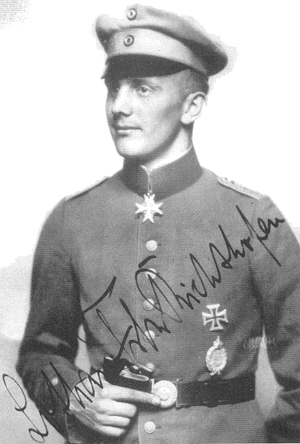
Лотар фон Рихтгофен, младший брат Манфреда фон Рихтгофена (40 побед). Погиб в 1922 году в авиакатастрофе
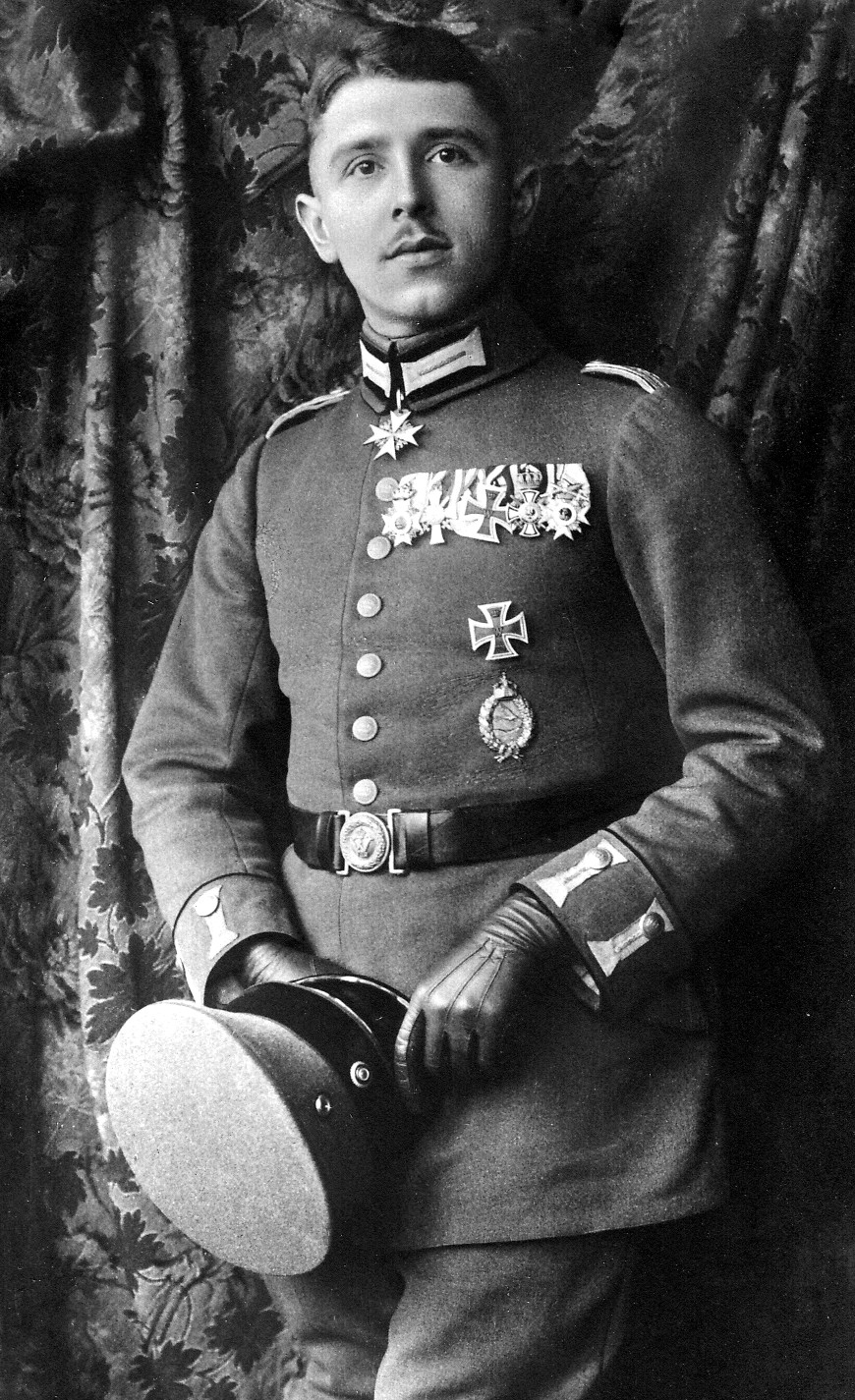
Макс Иммельманн, первый германский ас. Погиб в июне 1916 г.
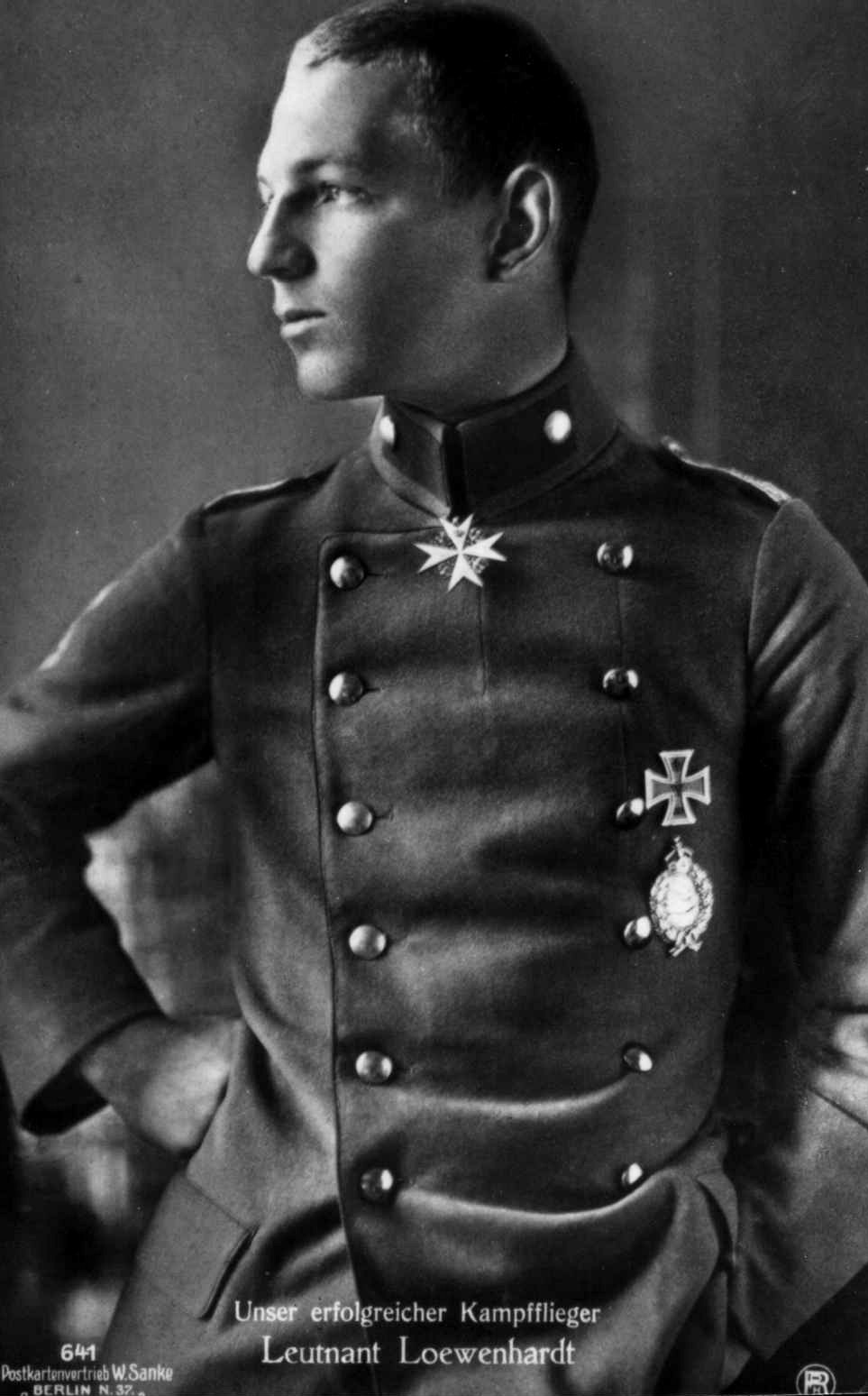
Эрих Левенхардт, третий по результативности лётчик-истребитель (54 победы)
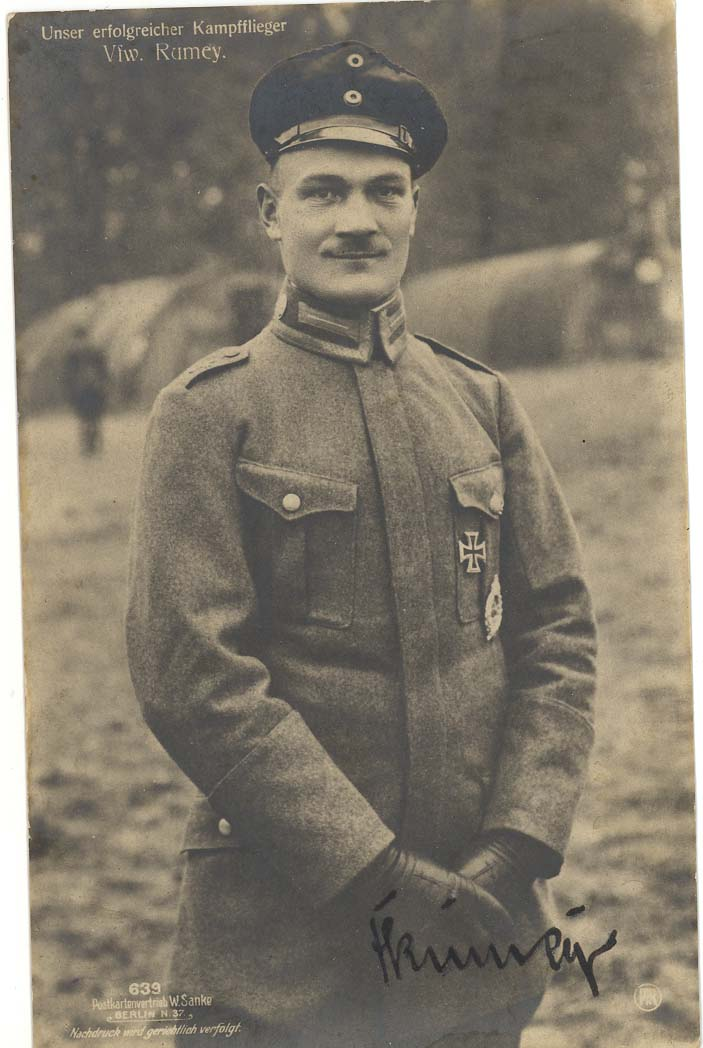
Фриц Румей, шестой по результативности лётчик-истребитель (45 побед). Погиб в сентябре 1918 г.
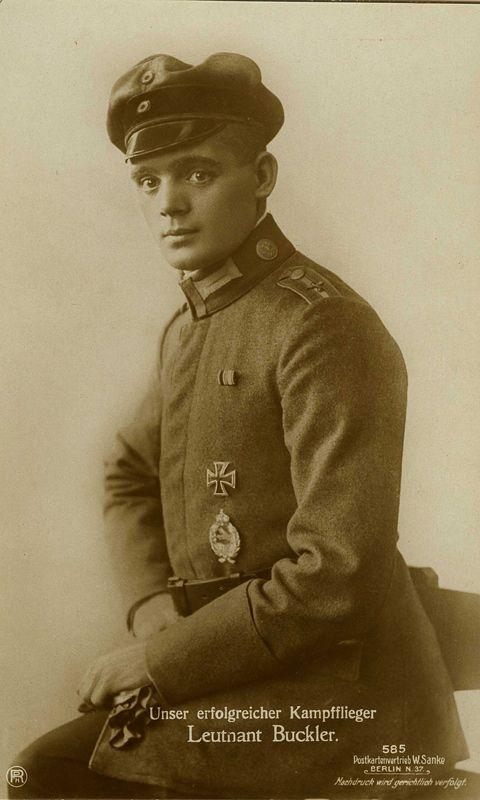
Юлиус Буклер, 36 побед

## Известные личности, служившие в германском воздушном флоте
В германской военной авиации служили выдающиеся личности. Некоторые из них малоизвестны как боевые пилоты, однако их служба в ВВС сильно повлияла на их дальнейшую судьбу:

### Вольфрам фон Рихтгофен
С сентября 1917 — в авиации (в учебных частях до конца марта 1918). Служил в знаменитой 11-й истребительной эскадрилье — Jagdstaffel 11. Одержал восемь воздушных побед. В июне 1918 награждён Железным крестом 1-й степени. В будущем — генерал-фельдмаршал Люфтваффе.

### Фридрих Вильгельм Мурнау
С началом Первой мировой войны в октябре 1914 записывается добровольцем в армию. 7 августа 1915 его производят в офицеры. В 1917 после ряда курсов переводят в подразделение, которое занимается разведывательными полётами. В конце 1917 Мурнау и его пилот, заблудившись в тумане, приземляются на швейцарской территории. До окончания войны он остаётся в плену сначала в Андерматте, а затем в Люцерне. Там ставит несколько спектаклей с участием военнопленных. В 1919 возвращается в Берлин. Вскоре стал кинорежиссёром и снял несколько известных немых фильмов, принёсших ему мировую известность.

### Фридрих Карл Сигизмунд, принц прусский
Троюродный племянник кайзера, долгое время был командиром полевого артиллерийского отряда. Затем стал истребителем, но вскоре был сбит и погиб. 21 марта 1917 года сбит в воздушном бою с неким лейтенантом Пиктфорном из 32-й эскадрильи RFC. Получив повреждения двигателя, принц был вынужден сесть в расположении траншей австралийцев и был взят ими в плен. Но в плену он пробыл недолго, скончавшись 6 апреля от полученных при пленении ран (по другим данным, застрелен при попытке к бегству). Событие имело широкий резонанс в тогдашней английской и германской прессе.

### Гюнтер Плюшов
Лётчик крепости Циндао. Располагая единственным исправным Rumpler 3С, в период с августа по ноябрь совершал регулярные разведывательные и бомбардировочные вылеты, оказавшие огромную помощь осаждённым в крепости войскам. Сбрасывая самодельные бомбы, ему удавалось отвлекать внимание японцев от наземных войск. В конце концов, противник вынужден был включить в состав артиллерийских батарей зенитные орудия, что значительно замедлило выдвижение батарей японцев на позиции. Плюшов утверждает, что в одном из полётов он сбил японский «Фарман» из своего пистолета. 6 ноября, накануне сдачи, Плюшов вылетел из обречённой крепости для ухода на нейтральную территорию. В тот же день Плюшов сжёг свой самолёт, чтобы он не достался неприятелю. После войны стал известным пилотажником. Погиб в 1931 во время экспедиции в Южной Америке.

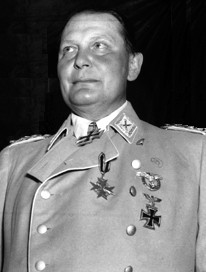
Герман Геринг

### Герман Геринг
Будущий рейхсмаршал и руководитель Люфтваффе закончил войну с 22 воздушными победами и орденом «Pour le Mérite» (Орден за Заслуги, именуемый среди лётчиков «Голубой Макс»).

## Знаки отличия германского воздушного флота

Знак железного креста с 1914 по 1918 годы

Балочный крест с 1918 года

Довоенным опознавательным знаком была чёрная полоска на нижней плоскости крыла. На манёврах 1913 года использовались красные и синие железные кресты. В ходе мобилизации на самолёты были нанесены чёрные железные кресты, хотя отдельные самолёты продолжали летать с довоенной полоской. В марте 1918 года был введён знаменитый балочный крест, который практически вытеснил железный крест. После этого железный крест стал использоваться ВВС Австро-Венгерской империи. Балочный крест в белом окаймлении впоследствии стал эмблемой нацистских Люфтваффе.